# المعبودات المصرية القديمة

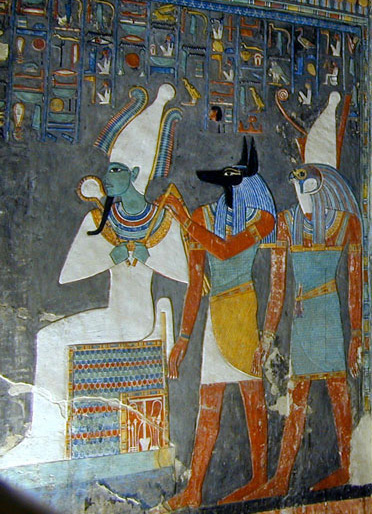
الآلهة (من اليمين)، حورس وأنوبيس وأوزيريس

المعبودات المصرية القديمة هي الآلهة والإلهات التي كانت تُعبد في مصر القديمة. شكلت المعتقدات والطقوس التي تحيط بهذه الآلهة جوهر الديانة المصرية القديمة، والتي ظهرت بظهورهم في وقت ما من عصور ما قبل التاريخ. تمثل الآلهة صور القوى والظواهر الطبيعية، والتي حاول المصريون استرضاءها بتقديم القرابين وإقامة الطقوس، لكي تواصل تلك القوى عملها وفقًا لماعت، أو النظام الإلهي. بعد تأسيس الدولة المصرية في حوالي 3100 ق.م، تولى الفرعون سلطة تنفيذ هذه المهام، وادعى كل فرعون أنه ممثل للآلهة، وتولى -إذ ذاك- إدارة المعابد حيث كانت تقام الطقوس.
اتسمت الآلهة بصفات مُعقدة ظهرت في الأساطير والعلاقات المُتَشَابِكة بينهم، منها: الروابط الأسرية، والجماعات الحرة، والتسلسلات الهرمية في العلاقات، والجمع بين آلهة منفصلة في إله واحد. ساهم الاختلاف في أشكال الآلهة في الفن المصري القديم ـ كالحيوانات، والبشر، والأشياء، ومجموعات من أشكال مختلفة ــ في الإشارة رمزيًا إلى السمات المميزة لتلك الآلهة.
على مدار العصور المختلفة، امتاز عدد من الآلهة بمكانة أرفع في المجتمع الإلهي، من تلك الآلهة: رع إله الشمس، والإله الغامض آمون، والإلهة الأم إيزيس. عادة ما كان يُعزى للمعبود الأعلى الفضل في خلق الكون، وغالبًا ما يرتبط بالقوى الواهبة للحياة من الشمس. جادل بعض الباحثين، مستندين على جزء من الكتابات المصرية عن هذه الآلهة العليا، بأن المصريين اِسْتَشَفّوا وجود «قوة إلهية واحدة» تكمن وراء كل شيء، وهي حاضرة في جميع الآلهة الأخرى. لكنهم لم يتخلوا أبدًا عن وجهة نظرهم الأصلية عن تعدد الآلهة، ما عدا ربما في حقبة الديانة الآتونية خلال القرن الرابع عشر قبل الميلاد، عندما تركز الدين الرسمي حصرًا على شخصية إله الشمس آتون.
ساد الاعتقاد بأن الآلهة حاضرة في جميع أنحاء العالم، ولها القدرة على التأثير على الأحداث الطبيعية وحياة الإنسان. وكان تفاعل البشر معهم من خلال المعابد والأضرحة، لأسباب شخصية وكذلك لأهداف كبرى من طقوس الدولة. صلى المصريون طلبًا لعون الإلهة، وأقاموا لهم لهذه الغاية الشعائر والطقوس، ودعواهم طالبين النصيحة. وكانت العلاقات بين البشر وآلهتهم جزءًا أساسيًا من المجتمع المصري.

## التَعْرِيف
يصعب حصر المخلوقات التي قد وصفت بأنها الآلهة في التقاليد المصرية القديمة. تحصر النصوص المصرية أسماء العديد من الآلهة ذات الطبيعة الغامضة أو غير المفهومة، وأشارت تلك النصوص كذلك بصورة غير مباشرة إلى آلهة أخرى لم يتم حتى تسميتها. يقدر جيمس ألين، عالم المصريات، أنه تمت تسمية أكثر من 1,400 آلهة في النصوص المصرية في حين يقول زميله كريستيان يتز بأن هناك «الآلاف والآلاف» من الآلهة.
في اللغة المصرية القديمة، كانت لفظة «نتر» تعني إله، ولفظة «نترت» تعني إلهة. وقد حاول العلماء استشفاف الطبيعة الأصلية للآلهة عن طريق البحث في أصول هاتين اللفظتين، غير أن أحدا من الاقتراحات التي قدموها لم يلق قبولا، ويبقى أصل المصطلح غامضًا. وتوضح الرموز الهيروغليفية (الرسوم الفكرية، والرسوم المعنوية) التي استخدمها المصريون في كتاباتهم الخصائص التي الحقوها بالآلهة. أحد أكثر تلك الرموز شيوعًا هو رمز العلم القائم على صارية، وعلى مدار التاريخ المصري القديم، وضعت تلك الرموز على مداخل المعابد للإشارة لوجود إله. ومن ضمن هذه الرموز الهيروغليفية رمز الصقر، والذي يذكّر بالآلهة القديمة الأولى والتي كانت تصور على هيئة صقور، ومن ضمن الرموز كذلك صورة إله جالس. وكانوا يرمزون إلى الإلهات برسم صورة بيضة كرمز معنوي لارتباط الإلهة الأنثى بالخلق والتناسل، أو رمزوا إليها –الإلهة الأنثى-بالأفعى في كثير من الأحيان.
ميز المصريون بين لفظة «نترو» (أو الإلهة) ولفظة «رمت» (أو البشر)، غير أن دلالات اللفظتين في اللغة المصرية واللغة العربية تختلف؛ ففي المصرية القديمة، كان يشار بلفظة «نتر» إلى الكائنات التي تقع بصورة أو بأخرى خارق نطاق الحياة العادية، وكانوا يطلقون اللفظ ذاته على الأموات؛ إذ أقاموهم مقام الآلهة. ولم يطلقوا هذا اللفظ على الكائنات الغيبية الدنيا، والتي يشير إليها الباحثون عادة بالشياطين. ووظف الفن المصري القديم التشخيص لتصوير الأماكن والأشياء والمفاهيم في صورة بشرية، ولم يفرق في هذا بين الآلهة في الأساطير والطقوس الهامة، والكائنات غير المهمة التي لم يرد ذكرها غير مرة أو مرتين.
اقترح الباحثون من أجل أن يفكوا اللبس بين ما يميز الآلهة عن الكائنات الأخرى عدة تعريفات لكلمة إله أو معبود، وهو بحسب التعريف الأكثر شيوعًا والذي اقترحه جان أسمان، أن الإله يختص بعبادة معينة، ويرتبط بمظهر من مظاهر الكون، ويأتي وصفه في القصص وغيرها من الكتابات القديمة. ويقترح دميتري ميكس تعريفًا للفظة «نتر» بأنه أي كائن يكون المحور الذي يدور حوله طقس تعبدي ما، ومن هذا المنطلق يدخل في مفهوم الإله الملوك والذي اعتبرهم المصريون القدماء إلهة بمجرد تتويجهم، وأراوح الموتى حيث انتقلوا إلى الملكوت الإلهي عن طريق المراسم الجنائزية. واحتفظت الآلهة العظمى بتميزها جليًا في الطقوس التي كانت تقام لهم على طول البلاد.

## أصول الآلهة المصرية

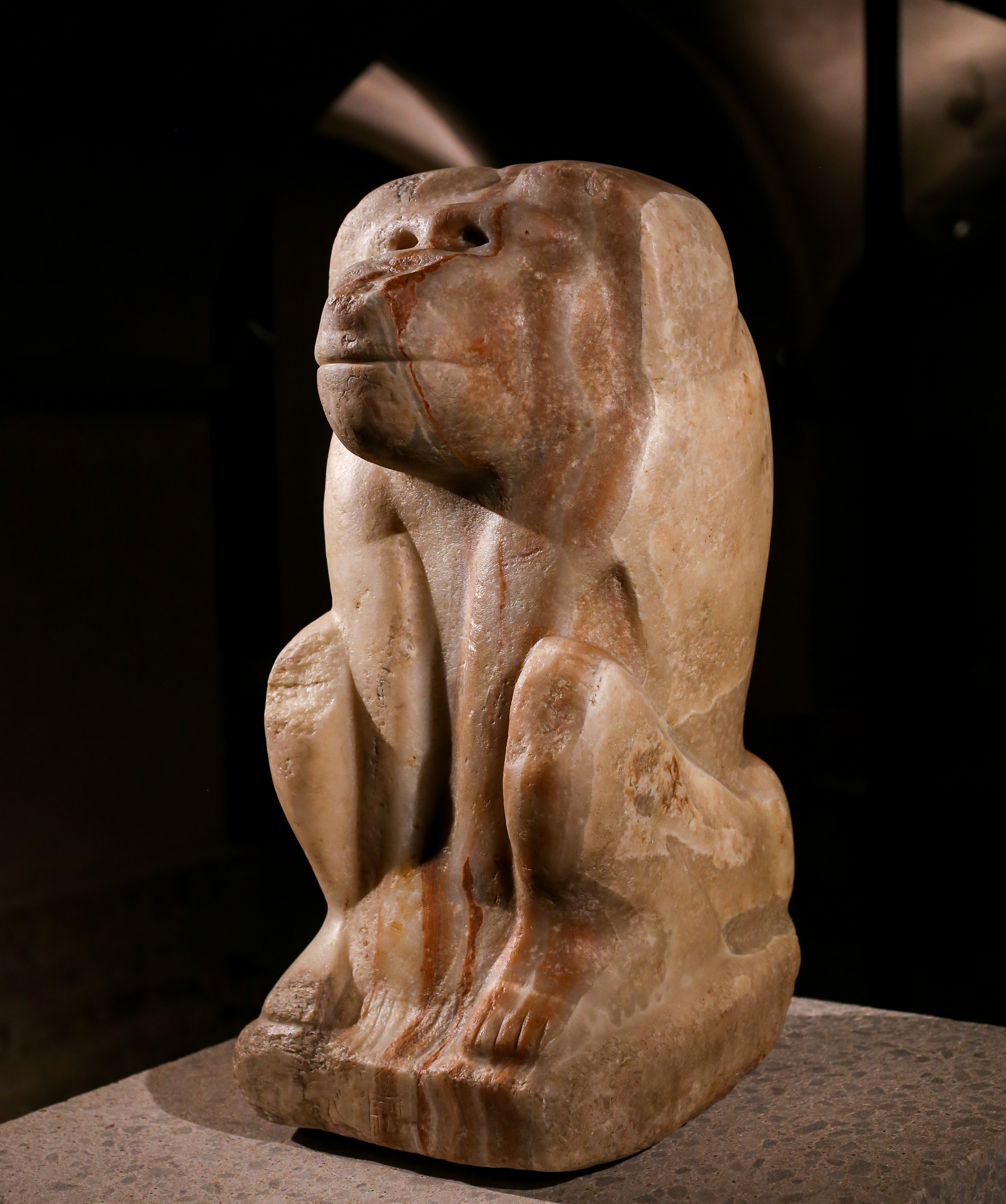
تمثال من أواخر عصر ما قبل الأسرات للإله- القرد "هيدج- وير"

يرجع أقدم مصدر مكتوب عن الآلهة المصرية إلى عصر الأسر المصرية المبكرة (3100-2686 ق.م)، ومن المرجح ظهور الآلهة في حقبة من عصر ما قبل الأسر، بالتزامن مع أديان ما قبل التاريخ. وتتكرر في الأعمال الفنية لعصر ما قبل الأسر صور مختلفة تصور بشرًا وحيوانات، وبعض هذه الصور (كالنجوم والماشية) تٌذكر بصور تتكرر في الديانة المصرية القديمة التي تطورت لاحقًا، غير أنه لا يوجد دليل قوي عما إذا كانت تلك الصور ترتبط بالآلهة من عدمه، وازدادت مظاهر الديانة المصرية جلاءً بتطور المجتمع المصري. كذلك أقدم ظهور للمعابد في القرون الأخيرة من عصر ما قبل الأسر، بجانب الصور الرمزية التي ترتبط بالآلهة المعروفة؛ فالصقر يرمز للإله حورس وعدد آخر من الآلهة، وترمز الأسهم المتصالبة للإلهة نيث، وكذلك يرمز «حيوان ست» بصورة خاصة للإله ست.
يتبنى عدد من علماء المصريات وعلماء الأنثروبولوجيا نظريات مختلفة تهدف لتوضيح كيفية تطور الآلهة المصرية عبر الفترات المبكرة من التاريخ المصري. يعتقد غوستاف جاكير بأن المصريين قدسوا في البداية الأشكال البدائية من المعبودات كالفطيش، ثم المعبودات ذوات أشكال الحيوانات، ثم تطورا لعبادة آلهة لهم هيئة البشر، بينما يقترح هينري فرانكفورت أن أول تصور للآلهة كان على صورة البشر. يرى الباحثون المعاصرون هذه النظريات على أنه مبسطة للغاية، غير أن النظريات الحديثة يصعب إثباتها، كنظرية سيجفريد مورينز والتي تقول بأن الآلهة ظهرت بمحاولات المصريون تمييز نفسهم عن الطبيعة وبدأوا في تشخصيها كذلك.
كانت مصر في عهد ما قبل الأسرات تتكون بالأساس من قرى صغيرة مستقلة. وبما أن المعبودات كانت وثيقة الصلة في أزمنة لاحقة بمدن ومناطق بعينها، فقد افترض العديد من الباحثين أن مجلس جميع الآلهة قد تشكل عندما اندمجت المجتمعات المتفرقة إلى دويلات أكبر، مما أدى إلى انتشار عبادة الآلهة المحلية القديمة وانتشارها، ولكن بعض الباحثين الآخرين يرون أن أهم آلهة ما قبل الأسرات كانت مثلها مثل غيرها من عناصر الثقافة المصرية، أي أنها كانت منتشرة في أرجاء مصر على الرغم من التفرق السياسي فيها. كان توحيد مصر هو الخطوة الأخيرة في تشكيل ديانة قدماء المصريين، عندما قام حكام صعيد مصر بتنصيب أنفسهم فراعنة يحكمون مصر بأكملها، ثم احتكر أولئك الملوك المقدسين وحاشيتهم حق الاتصال بالآلهة  وصارت الملكية هي الركيزة التي يتمحور الدين حولها.
وما فتئت الآلهة الجديدة بالظهور في أعقاب هذا التحول، فوفقًا للمعلومات المتوفرة، لم تنشأ بعض المعبودات مثل إيزيس وآمون إلا بعد إنشاء المملكة المصرية القديمة (حوالى 2686-2181 قبل الميلاد). فقد صارت الأماكن والمفاهيم فجأة تلهم المصريين لإبداع معبودات تعبر عنهم، وكانت بعض المعبودات تنشأ بحيث تكون مقابلًا من الجنس الآخر للآلهة والآلهات السائدة. وكان يعتقد بأن الملوك مقدسون، ولكن لم تستمر عبادة أولئك الملوك بعد وفاتهم إلا فيما ندر، بينما اشتهر بعض العامة الذين لم يجلسوا على العرش بأنهم يحظون برضا الآلهة وكانوا يبجلون لهذا السبب، وقد استمر ذلك التبجيل عادة لأمد قصير، ولكن المعماريون الملكيون مثل إمحوتب وأمنحتب بن حابو، وكذلك بعض موظفي الدولة تحولوا في نظر المصريين إلى إلهة لمدة قرون بعد وفاتهم.
تبنى المصريون معبودات أجنبية من خلال اتصالهم بالحضارات المجاورة؛ فالإله «ديدون»، الذي ذكر أول ما ذكر في زمن المملكة المصرية القديمة، قد يرجع منشؤه إلى النوبة، أما بعل وعنات وعشتروت وغيرهم، فقد كان مصدرهم هو الديانة الكنعانية أثناء زمن المملكة المصرية الحديثة (حوالى 1550- 1070 قبل الميلاد)، وفي العصور اليونانية والرومانية التي امتدت بين 332 قبل الميلاد والقرون الأولى بعد الميلاد، عبد المصريون آلهة الشاطئ الآخر للبحر المتوسط، ولكن على الرغم من ذلك فقد بقيت عبادة الآلهة الأصلية، وإن كانت قد امتزجت فيي كثير من الأحيان مع العقائد الوافدة.

## السمات
استخلص الباحثون معظم معرفتنا الحديثة بالمعتقدات المصرية القديمة من كتابات النساخين والكهنة، أي من نخبة المجتمع المصري التي تميزت أيما تميز عن عامة السكان الأميين في أغلب الأحيان. ولا نعرف إلا النزر اليسير عن معرفة أو فهم العامة للأفكار المعقدة التي توصلت إليها النخبة، وأوجه الاختلاف بين تصورهم للآلهة وتصور الكهنة. فعلى سبيل المثال، ربما كان العامة يخلطون بين النصوص الرمزية التي تصف الآلهة وأفعالها، وبين الحقائق الفعلية. ولكن بوجه عام يلاحظ أن أقل القليل الذي نعرفه عن المعتقدات الشعبية تتسق ومعتقدات النخبة، ويشكل كلا الجانبي رؤية مترابطة للآلهة ولطبيعتها.

### الأدوار

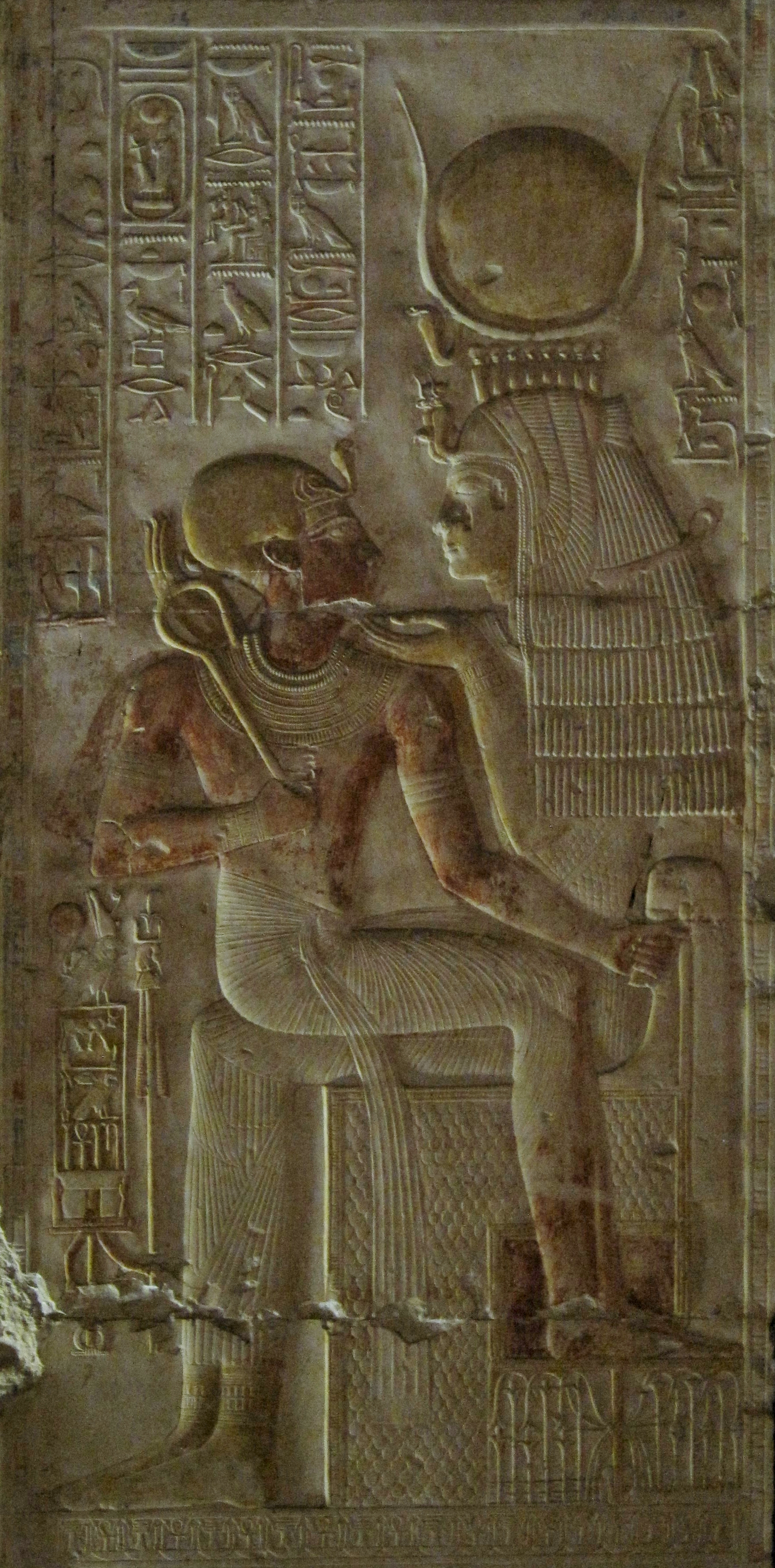
إيزيس، الإلهة الأم، وراعية الملوك، ويجلس على حجرها الفرعون سيتي الأول

كان أغلب المعبودات المصرية تمثل ظواهر طبيعية أو اجتماعية، وكان الآلهة بوجه عام يتسمون بالمحايثة في هذه الظواهر، أي أنهم متوحدين بالطبيعة. وشملت هذه الظواهر أماكن وأشياء وقوى ومفاهيم مجردة. فقد كان الإله شو مثلًا هو إله الرياح، أما مرت سجر فكانت لا تراقب إلا جبانة طيبة، بينما كانت الإلهة سيا تجسيدًا لمفهومًا مجردًا هو «الإدراك». وكثيرًا ما كانت الآلهة الرئيسة تشغل أدوار عديدة وتجسد أنواعًا مختلفة من الظواهر؛ فعلى سبيل المثال كان خنوم هو رب جزيرة فيلة الواقعة في وسط نهر النيل، والذي كان شريان حياة الحضارة المصرية، كما كان يعزى لخنوم كذلك الإتيان بفيضان النيل السنوي الذي كان يعمل على تخصيب الأرض الزراعية المصرية، وربما كانت قوته المانحة للحياة سببًا في الاعتقاد بأنه نفخ الروح في جميع الكائنات الحياة، بعد أن خلق أجسادهم من صلصال على عجلة خزف. وكان بعض الآلهة يشتركون في الدور نفسه في الطبيعة، فلقب إله الشمس مثلا تقاسمه رع وأتوم وخبري وحورس وغيرهم من المعبودات. ولكن على الرغم من تباين أدوار الآلهة، فقد جمعتهم مظلة واحدة هي الحفاظ على ماعت، أي النظام الكوني، وهو لب الديانة المصرية القديمة وكانت تجسده إلهة بالاسم نفسه. وعلى النقيض، مثل بعض الآلهة اختلال ماعت، وأبرزهم أبوفيس، إله الفوضى الذي يخشى إتيانه على نظام الكون، بينما لم يكن للإله ست دورًا محددًا، فهو عدو الفوضى ومصدرها في آن واحد.
لم تكن جميع جوانب الوجود تعتبر معبودات. وعلى الرغم من أن العديد من الآلهة ارتبطت بالنيل، فإنه لم يكن مجسدًا بإله محدد مثلما جسد رع الشمس، ولم توجد آلهة تمثل الظواهر قصيرة الأمد مثل الكسوف وقوس قزح، وكذلك الحال بالنسبة للعناصر مثل النار والماء وغيرهما من المكونات الأخرى للعالم.
اتسمت أدوار الآلهة بالمرونة، وكان بوسع كل منهم التوسع في صفاته أو اكتساب سمات جديدة، ولذلك يصعب تصنيف أدوار الآلهة أو تعريفها. ومع ذلك، فإن قدرة الآلهة كانت محدودة ومقيدة في دوائر نفوذ، فالإله الخالق نفسه لم يكن في مقدوره التأثير خارج حدود الكون الذي خلقه، بل وحتى إيزيس، التي كانت توصف بأنها أدهى الآلهة، لم تكن كلية العلم. ولكن ريتشارد هـ. ويلكينسون يرى أن بعض النصوص التي ترجع إلى أواخر عصر المملكة المصرية الحديثة توحي بأن المعتقدات التي تتمحور حول الإله آمون قد تطورت بحيث يكاد يتصف بأنه كلي العلم وكلي الحضور، وبأنه يتجاوز حدود العالم، متميزًا بذلك عن سائر الآلهة.
كانت الآلهة الأقل سطوة كثيرًا ما تدعى «صغار الآلهة» ويشار إليها في الكتابات الحديثة باسم «الشياطين»، مع أنه لا توجد تعريفات دقيقة لهذه المصطلحات. ويفرق كلود ترونيك، عالم المصريات، بين صغار الآلهة، فهناك «الجن»، وهي الأرواح التي ترعى بعض الأماكن أو الأشياء أو الأفعال، مثل وادج-ور، إله البحار أو المستنقعات، ورينينوتيت، إلهة الحصاد. وهناك أيضًا «الشياطين» ذوي الشخصيات الخطرة، معظمهم عدائي ويسبب الأمراض للبشر وغير ذلك من البلايا، وربما تمتع بعضهم بقوى دفاعية لحراسة أماكن معينة في دوات، أرض الموتى، أو لمراقبة البشر وإعطائهم المشورة. آمن المصريون القدماء أن الطبيعة ملأى بهذه القوى الإلهية التي لا يمكن التنبؤ بأفعالها. وكثيرًا ما كانت الشياطين خدمًا ورسلًا للآلهة الأعلى مقامًا، مع أن موقعهم في التسلسل الهرمي للآلهة ليس ثابتًا، فعلى سبيل المثال، قام كلًا من المعبودات الحامية بس وإيبة بأدوار ثانوية مثل أدوار الشياطين، ولكن مع مرور الدهر صار المصريون يعزون إليهما نفوذًا أكبر.

### الأفعال
آمن المصريون القدماء بأن الأفعال الإلهية تتحكم في جميع جوانب الطبيعية، باستثناء أفعال الآلهة التي تخل بالنظام الإلهي. حافظ الآلهة على ماعت، وخلقوا جميع الكائنات الحية وأبقوا على أرواحهم من خلال قوة أطلق عليها «حقو» وتترجم إلى «السحر». كانت حقو هي القوة الرئيسة التي استخدمها الإله الخالق لخلق العالم، بل والآلهة نفسها.

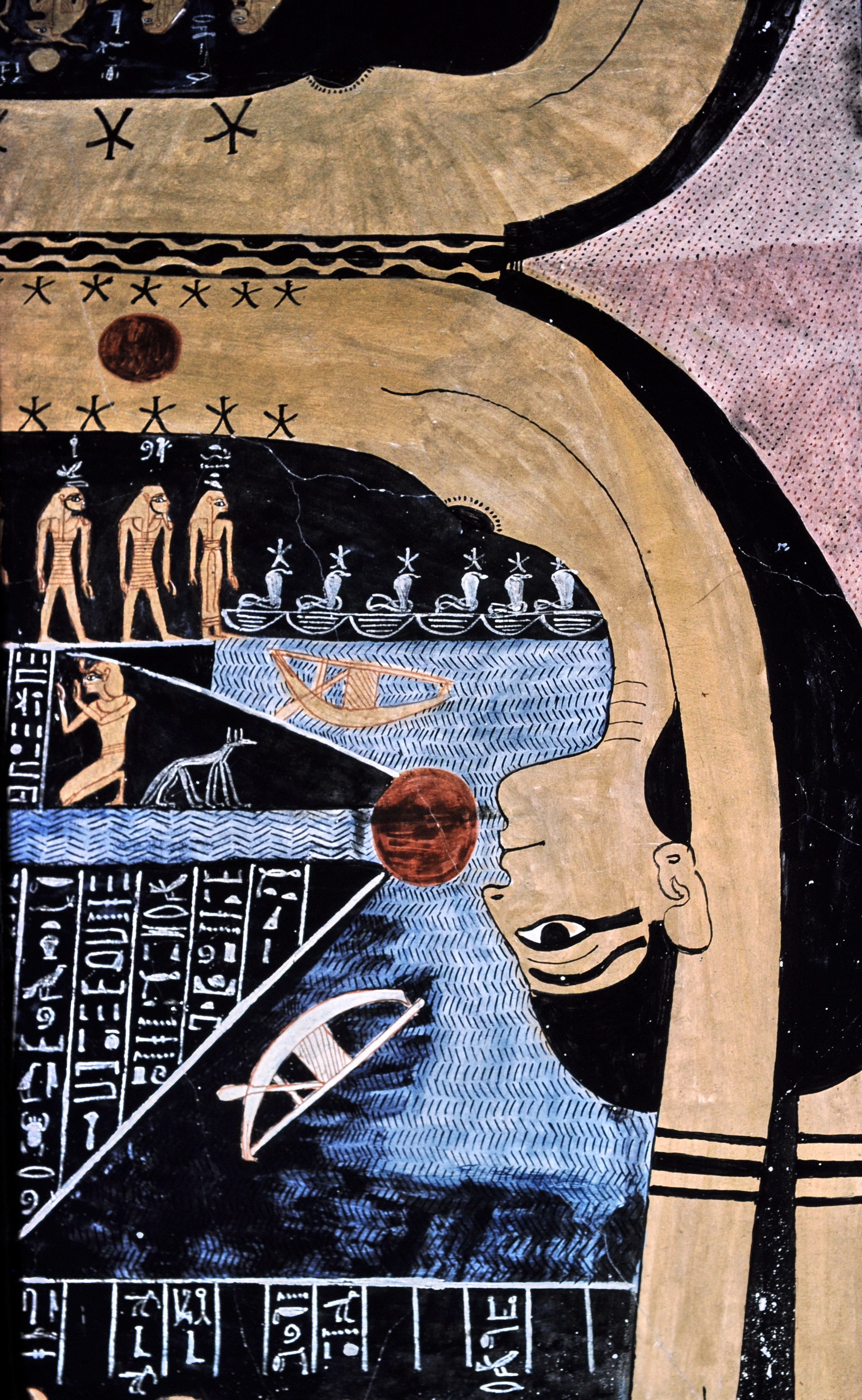
نوت، إلهة السماء، تبتلع الشمس التي تسافر عبر جسدها أثناء الليل وتولد من جديد مع انبلاج الفجر

يمكن الاطلاع على أفعال الآلهة في الزمن الحاضر من خلال الأوصاف والمدائح الواردة في الترانيم والنصوص الجنائزية. وعلى النقيض من ذلك، فإن الأساطير تدور أساسًا حول أفعال الآلهة التي جرت في ماض سحيق يفترض أن الآلهة عاشت فيه على الأرض وتواصلوا مع البشر دون واسطة. شكلت أحداث الماضي وتيرة الأحداث في الحاضر، وكانت الأحداث الدورية تربط بأحداث في هذا الماضي الأسطوري؛ فعلى سبيل المثال كان جلوس كل فرعون جديد على العرش مناظرًا لخلافة حورس على عرش أبيه أوزيريس. وكانت الأساطير كنايات عن أفعال الآلهة، ولا يمكن للبشر تأويلها تمامًا، فهي تحتوي على أفكار تبدو متناقضة، كل منها يعبر عن وجهة نظر معينة حول أفعال الآلهة. وبالتالي فإن التناقضات في ثنايا الأساطير هي جزء من التفسير متعدد الأوجه للمعتقدات الدينية، أو ما يطلق عليه هنري فرانكفورت اسم «تعددية التأويلات» في عملية فهم الآلهة.
في الأساطير، تتشابه أفعال البشر والآلهة إلى حد بعيد؛ فالآلهة تأكل وتشرب وتتعارك وتنتحب وتمرض وتموت، ولدى بعضهم سمات شخصية تميزهم عن غيرهم؛ فالإله ست مثلا يتسم بالعدوانية والتهور، أما الإله تحوت، راعي الحكمة والمعرفة، فهو يميل للخطابات المطولة؛ ولكن بوجه عام فإن الآلهة تشبه أنماطًا للشخصيات أكثر مما تشبه أفرادًا مميزين، حيث أن أفعالهم متناقضة، ونادرًا ما ذكرت أفكارهم وخططهم، كما أن معظم الأساطير تنقصها التصوير الواضح للأشخاص والأحداث، ويرجع ذلك إلى تغليب المعنى الرمزي للأساطير على السرد الواضح.
كان أول فعل إلهي هو خلق الكون، وتصفه عدة أساطير عن الخلق، ولكن مع التركيز على آلهة مختلفة تنسب إليها عملية الخلق. قام آلهة أجدود الثمانية (الثامون)، ممثلي الفوضى التي سبقت الخلق، ببث الروح في إله الشمس، والذي أرسى النظام في العالم حديث التكوين، ويقوم بتاح، إله الفكر والإبداع، بخلق كل شيء بتصوره ثم تسميته، بينما يخلق أتوم كل شيء كفيض رباني من ذاته، أما آمون، فتصفه الأساطير التي روجها كهنته، بأنه سبق جميع الآلهة في الوجود وخلق الآلهة الخالقة. ولم يرى المصريون القدماء تعارضًا بين هذه الروايات وغيرها التي تتناول الخلق؛ فكل منها يعرض منظورًا مختلفًا للعملية المعقدة التي نشأ عنها هذا الكون البديع وآلهته المتعددة من فوضى تامة. وتقع أحداث معظم الأساطير خلال المرحلة التي تلت مرحلة الخلق، عندما جلست سلسلة من الآلهة على عرش ليحكموا مجتمع الآلهة، وتتناول الأساطير كذلك صراع الآلهة ضد قوى الفوضى وضد بعضهم البعض قبل انسحابهم من عالم البشر وتنصيب الفراعنة ليحكموا مصر باسمهم.
من الموضوعات المتكررة التي تتناولها الأساطير موضوع الجهود التي تبذلها الآلهة للحفاظ على ماعت ضد قوى الفوضى، فعند بدء الخلق، خاض الآلهة معاركًا ضارية في وجه تلك القوى. كما يتقاتل رع وأبوفيس كل ليلة حتى الزمن الحاضر. ويتردد ذكر موضوع موت الآلهة وبعثهم، وأبرز أسطورة تتضمن موت أحد الآلهة هي أسطورة قتل أوزيريس، حيث يبعث أوزيريس حاكمًا لدوات، أو أرض الموتى. كما تحكي الأساطير كذلك أن إله الشمس يهرم أثناء رحلته التي يقطعها عبر السماء، ثم يغرق في حلكة الليل لكي يبعث طفلًا عند مطلع الفجر؛ ويرتوي في هذه الرحلة من مياه إعادة الشباب التي يعود أصلها إلى الفوضى البدائية. وتصور النصوص الجنائزية حول رحلة رع في دوات جثث الآلهة التي تنبعث إلى جانبه. وبالتالي فقد استعاض المصريون القدماء عن مفهوم الآله الساكن الخالد، بمفهوم لآلهة تموت بين الحين والآخر ثم تبعث من جديد، مكررة بذلك أحداث الخلق ومجددة للعالم بأكمله، ولكن لم تخلو هذا الدورة من الاضطراب والفوضى؛ بل أن بعض النصوص المصرية التي أسئ تأويلها تذكر أن القدر يحمل في ثناياه هذه الكارثة، أي أن الإله الخالق سوف يفني نظام العالم، ولا يبقى سواه وسط الفوضى البدائية، دونما رفيق إلا أوزيريس.

### المواقع

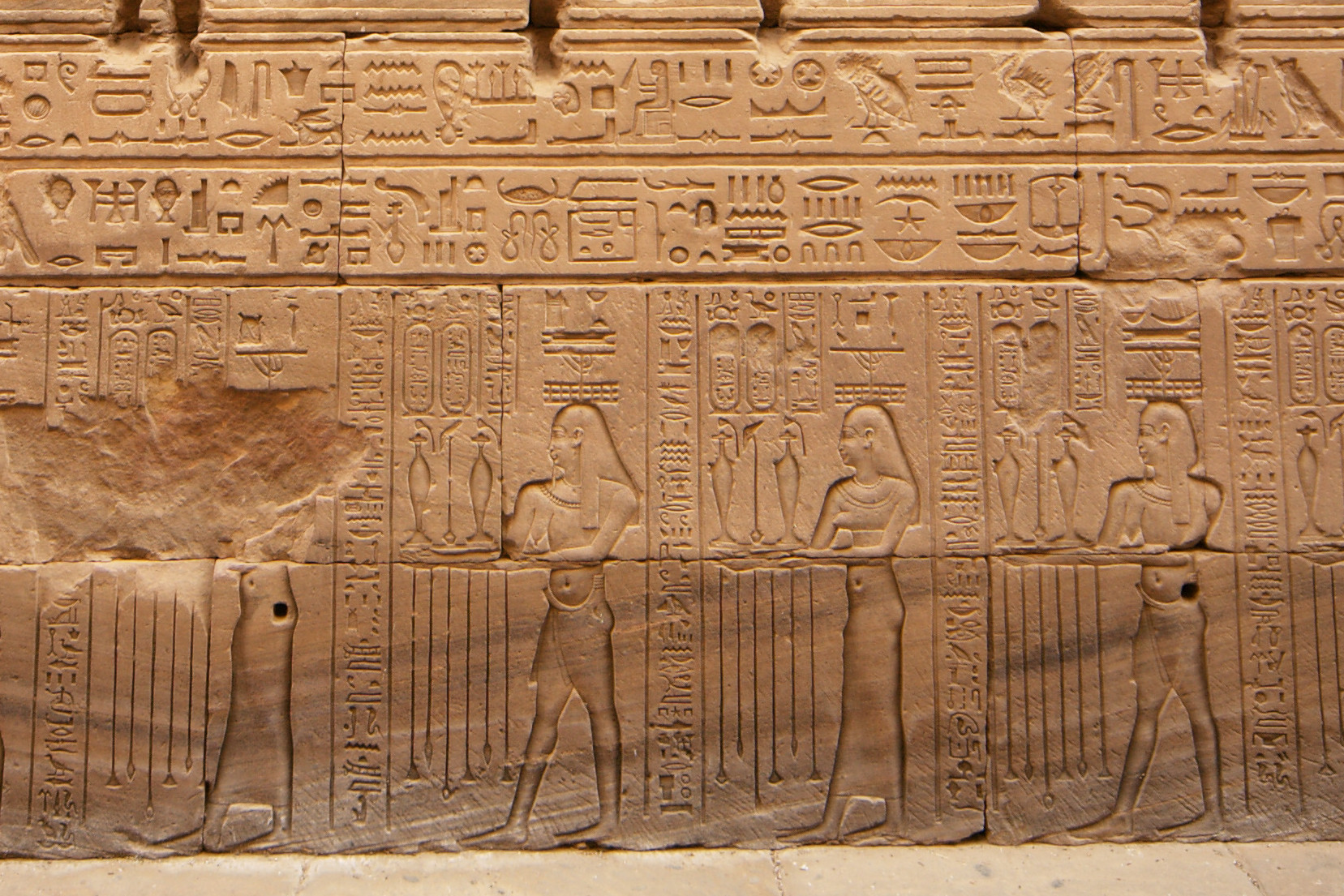
معبودات تجسد مقاطعات مصر

كان المصريون يربطون بين الآلهة وأجزاء معينة من الكون. ووفقًا للتراث المصري، يشمل الكون الأرض والسماء ودوات، ويحيط بهم ظلام حالك موجود قبل الخلق. وعاش الآلهة عمومًا في السماء، على الرغم من أن الآلهة التي كانت تقوم بأدوار في أجزاء أخرى من الكون أقامت في هذه الأماكن بدلا من السماء. وتقع أحداث الأساطير على الأرض قبل انسحاب الآلهة من عالم البشر. وتواصل الآلهة المقيمة على الأرض مع الآلهة المقيمة في السماء، أما دوات، فكانت مكانًا نائيًا يتعذر الوصول إليه، كما يتعذر على الآلهة المقيمة هناك التواصل مع آلهة عالم الأحياء. وكذلك كان الفضاء الواقع خارج حدود الكون نائيًا، وتسكنه بعض الآلهة، بعضها عدواني وبعضها مفيد للآلهة الأخرى في الكون.
كان يشيع الاعتقاد في الزمن الذي تلى الأساطير أن أغلب الآلهة موجودون في السماء أو حاضرون في العالم ولكن في الخفاء. وكانت المعابد وسيلتهم الرئيسة في التواصل مع البشر، فقد كان المصريون يؤمنون أن الآلهة تنتقل من عالمهم إلى المعابد الخاصة بهم، أي منازلهم في عالم البشر، حيث سكنوا الأوثان المشيدة لهم، وهي التماثيل التي صورت الآلهة وسمحت للبشر بالتواصل معهم عبر شعائر معينة. وصور التنقل بين العوالم في بعض الأحيان في صورة رحلة بين السماء والأرض. وبما أن المعابد كانت نقطة الوصل بين المدن المصرية، فقد كان الإله الذي يسكن المعبد الرئيس بالمدينة هو نفسه الإله الراعي لهذه المدينة والمنطقة المحيطة بها. وتركزت دوائر نفوذ الآلهة على الأرض حول المدن والمناطق المطلة عليها. واكتسب بعض الآلهة قداسة في أكثر من مكان، كما تغيرت الروابط المحلية بمرور الوقت؛ إذ كان من الممكن أن يرتحلوا إلى مدن جديدة، أو ربما تداخلت دوائر نفوذهم. ولذلك فإن المركز الديني لأحد الآلهة أثناء الأزمنة التاريخية لم يكن بالضرورة المكان الذي نشأت فيه عبادتهم. بل وربما أثر النفوذ السياسي لمدينة ما في أهمية الإله الذي يرعاها، فعندما تولى ملوك طيبة مقاليد الحكم وأسسوا المملكة المصرية الوسطى (2055-1650 قبل الميلاد) ازدادت أهمية آلهتهم الراعية لتشمل جميع أرجاء البلاد، بدءًا بإله الحرب مونت ثم الآله آمون.

### الأسماء والألقاب
وفقًا للمعتقدات المصرية، فإن الأسماء تعبر عن جوهر الأشياء التي تشير إليها، ولهذا كانت أسماء المعبودات كثيرًا ما تلمح إلى دور تلك المعبودات أو إلى أصل أسمائها. فاسم الإلهة المفترسة «سخمت» يعني «القوية»، واسم الإله الغامض آمون يعني المحتجب، وكذلك اسم الإلهة نخبيت، معبودة مدينة نخب، يعني «المقيمة في نخب»؛ ولكن العديد من الأسماء الأخرى ليست ذات معنى محدد، ويسري ذلك على الكثير من الآلهة، حتى في الحالات التي تشير الأسماء إلى آلهة ترتبط ارتباطًا وثيقًا بدور محدد، فعلى سبيل المثال نجد أن اسمي نوت إلهة السماء وجب إله الأرض لا يشبهان المفردات المصرية للسماء والأرض.
اخترع المصريون جذور لغوية زائفة لإكساب أسماء الآلهة معان إضافية، حيث تفسر إحدى الفقرات الواردة في نصوص التوابيت اسم الإله الجنائزي سوكر على أنه مرادف لـ«تنظيف الفم»، وذلك لربط اسمه بدوره في شعيرة فتح الفم، بينما يرد في فقرة أخرى في نصوص الأهرام أن الاسم يشير إلى كلمات صرخ بها أوزيريس، ووفقًا لذلك التفسير فإن سوكر يرتبط بأهم معبود جنائزي على الإطلاق.
كان من المعتقد أن الآلهة لديها عدة أسماء، من بينها أسماء سرية تعكس جوهرهم الحق أكثر من باقي الأسماء، فإذا أردت أن تسيطر على أحد الآلهة، فما عليك إلا أن تعرف اسمه الحقيقي. وتتضح أهمية الأسماء من خلال أسطورة تحكي أن إيزيس سممت رع سيد الآلهة وامتنعت عن علاجه ما لم يكشف لها عن اسمه الحقيقي، وبمجرد أن علمته أخبرت ابنها حورس، وبذلك اكتسبا المزيد من المعرفة والسلطة.
حظي الآلهة، بالإضافة إلى أسمائهم، بألقاب مثل «صاحب العظمة» أو «حاكم أبيدوس» أو «سيد السماء»، وتصف هذه الألقاب بعض جوانب أدوار هذه الآلهة، أو عبادتها. وترتب على تعدد أدوار الآلهة وتداخلها أن تعددت ألقاب الآلهة، وعلى وجه الخصوص الآلهة الأكثر أهمية، وتشارك العديد من الآلهة في الألقاب نفسها، بل وتحولت بعض الألقاب إلى معبودات قائمة بذاتها؛ مثلما حدث للقب «ويريت هيكاو» الذي أطلق على عدة إلهات، ويعني «الساحرة العظيمة»، إذ اعتبر فيما بعد أنه يشير إلى إلهة مستقلة. ويعبر تعدد الأسماء والألقاب الإلهية عن تنوع طبائع الآلهة.

### العلاقات

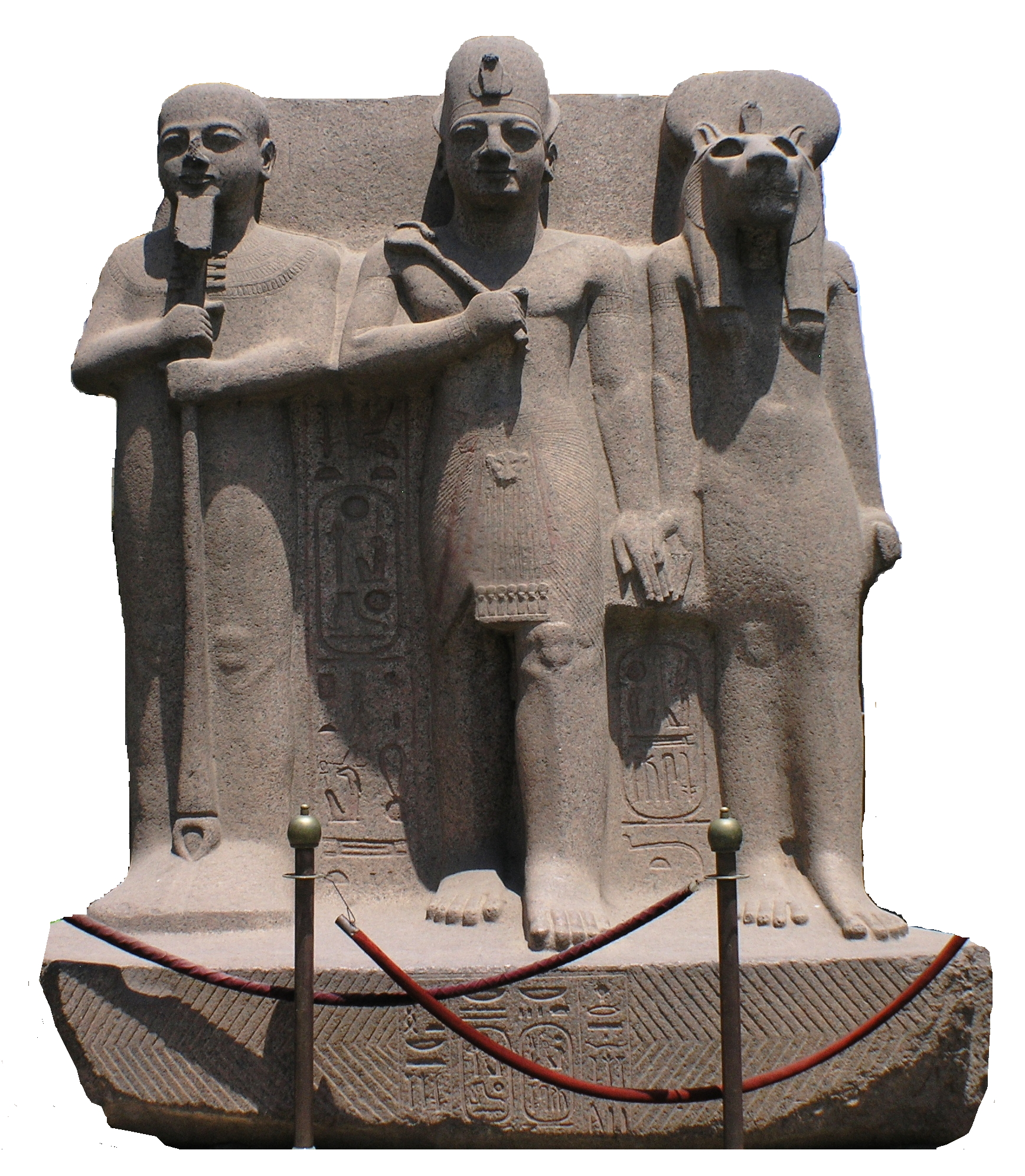
الإلهين بتاح وسخمت يحيطان بالملك، وهو في صورة ابنهما نفرتوم

ترتبط المعبودات المصرية ببعضها البعض عبر شبكة معقدة ومتغيرة من العلاقات. وساهمت علاقات كل إله وتفاعله مع غيره من الآلهة في تحديد شخصيته، وبالتالي فقد اكتسبت إيزيس، باعتبارها أم حورس وحاميته، قدرة شفائية كبيرة ووصفت بأنها راعية الملوك. شكلت مثل هذه العلاقات المادة الخام التي نسجت منها الأساطير.
كانت العلاقات العائلية نمطًا شائعا للتواصل بين الآلهة، وكثيرًا ما كونت الآلهة أزواجًا من ذكر وأنثى، مما يوضح مكانة التناسل في الفكر الديني المصري. مثلت العائلات المكونة من ثلاثة آلهة (أب وأم وطفل) خلق حياة جديدة وخلافة الابن لأبيه، أي أن هذا النمط ربط بين الأسر الإلهية والخلافة الملكية؛ وكانت أسرة أيزيس وأوزوريس وحورس مثالًا نموذجيًا على تلك الأسر. ثم انتشر هذا النمط بمرور الزمن ليشمل عدة آلهة من مراكز دينية محلية، متجمعة في أكثر من ثالوث أسري مثل بتاح وسخمت وابنهما نفرتوم من ممفيس، وآمون وموت وخونسو من طيبة. اتسمت أمثال هذه العلاقات الأسرية بالتغير، حيث تغيرت لتماشي وجهات النظر المتعددة في المعتقدات المصرية، فعلى سبيل المثال، كانت حتحور، بصفتها إلهة الخصوبة، أما لأي إله في مرحلة الطفولة، ومنهم إله الشمس في صورته الطفولية، مع أنها كانت في ظروف أخرى أختًا للإله نفسه.
كما تكونت مجموعات أخرى من المعبودات يجمعها أدوار متشابكة، أو تشترك في تمثيل أحد أجزاء عالم الأساطير المصرية، ولهذا وجدت مجموعات من الآلهة لساعات النهار والليل، ومجموعات أخرى لكل مقاطعة من المقاطعات المصرية. وتحمل بعض هذه المجموعات أرقامًا ذات أهمية رمزية؛ فأزواج الآلهة تشير إلى المفاهيم المتناقضة والمتداخلة التي تحمل في طياتها وحدة أكبر من ذواتها، مثل رع، بحركته وإشعاعه للضياء، وأوزيريس، بسكونه واحتجابه في الظلمات، إذ يندمجان في ذات إلهية واحدة كل ليلة. وتتصل الثالوثات الإلهية بمفهوم التعددية في الفكر المصري القديم، وترمز المجموعات التي تضم أربعة آلهة إلى الكمال. روج الفراعنة في أواخر المملكة الحديثة لثالوث إلهي معين بحيث يسود باقي الآلهة، ويشمل آمون ورع وبتاح. مثلت هذه الآلهة التعددية التي يتسم بها جميع الآلهة، وتتسم بها مراكزهم الدينية (المدن الكبرى: طيبة وهليوبوليس وممفيس)، وكذلك العديد من المجموعات ثلاثية المفاهيم التي حملها الفكر الديني المصري. وفي بعض الأحيان كان ست، الإله الذي يشمل فراعنة الأسرة التاسعة عشرة بالرعاية، يضاف إلى الثالوث المذكور، وهو ما أرسى رؤية واحدة متسقة لمجمع الآلهة.
مثل العدد تسعة، حاصل ضرب ثلاثة في ثلاثة، الكثرة، ولهذا أطلق المصريون على عدة مجموعات كبيرة اسم «التاسوع» أو المجموعات التي تضم تسعة أفراد، وامتدت هذه التسمية لتشمل المجموعات التي تضم أكثر من ذلك العدد، وأبرز التاسوعات هو تاسوع هليوبوليس، وهو عبارة عن أسرة ممتدة من المعبودات من نسل الإله الخالق أتوم. يشمل تاسوع هليوبوليس عدة آلهة بارزة، وقد توسع المصريون في مصطلح «التاسوع» حتى أنه كثيرًا ما كان يشير إلى جميع معبوداتهم!
رتب هذا اللفيف من الآلهة في تسلسل هرمي اكتنفه الغموض وعدم الثبات، تربع على قمته الآلهة ذوي السطوة الأكبر على الكون، أو الآلهة الأكبر سنًا وفقا للأساطير، وفوق الجميع تربع ملك الآلهة، الذي كان غالبًا ما يكون هو الإله الخالق، ولكن ذلك المقام الرفيع تناوب عليه عدد من الآلهة، اهمهم حورس، الإله الأبرز خلال المرحلة المبكرة من عصر الاسرات، ثم ارتفع شأن رع في المملكة القديمة، يليه آمون في المملكة الحديثة، ثم إيزيس في العصر البطلمي والروماني، حيث اعتبرت الملكة المقدسة والإلهة الخالقة.

### التجليات والتآلفات

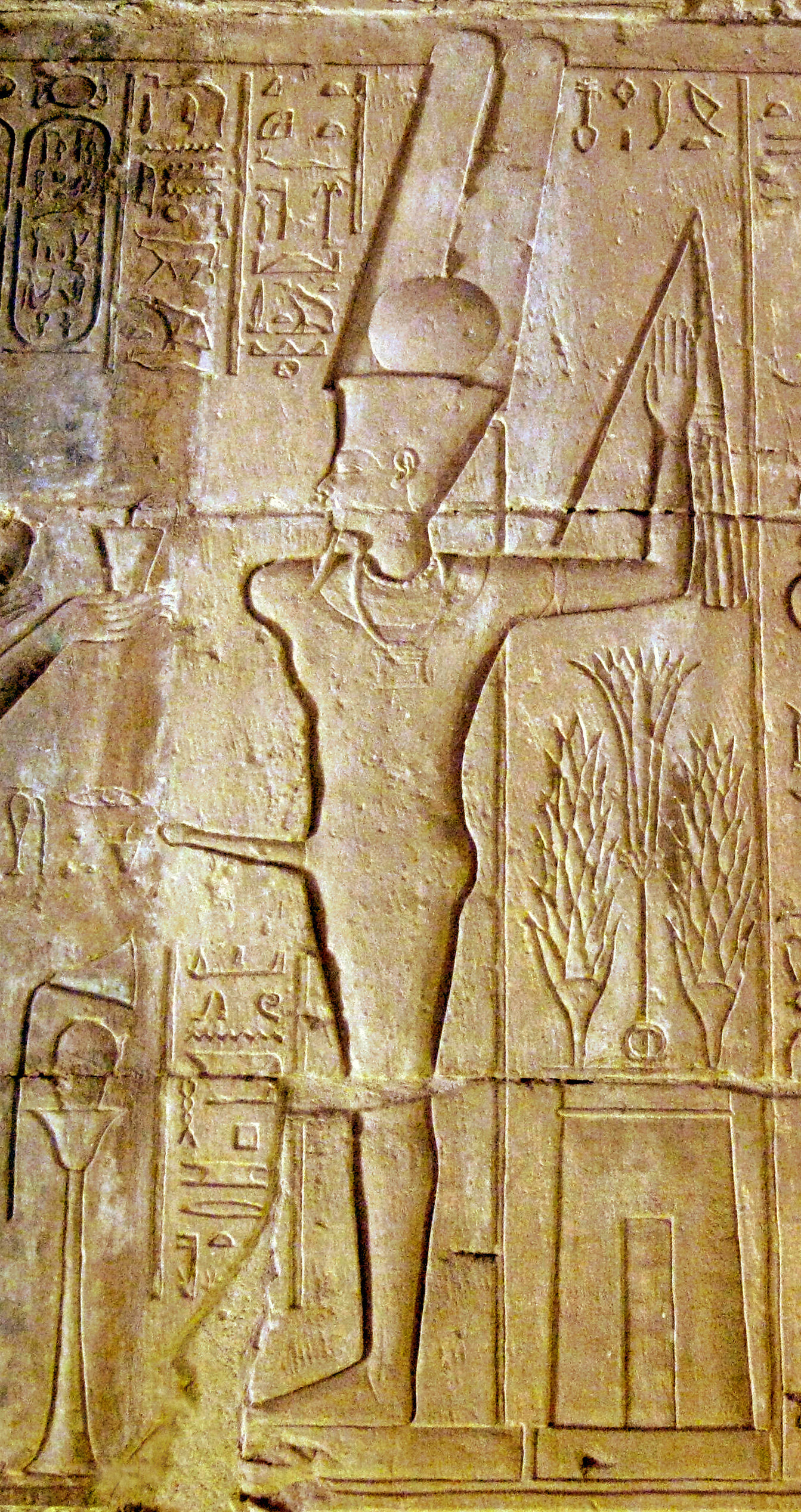
آمون-رع-كاموتف، إحدى صور آمون التي تتصف بصفات الآله رع الشمسية وصفات الإله مين التناسلية، مرتديًا تاجًا في هيئة قرص شمسي مثل رع ومصور بقضيب منتصب مثل مين

اعتقد المصريون أن الآلهة تتجلى في عدة صور، إذ آمنوا أن الروح البشرية مركبة من عدة أجزاء، وتشابهت أرواح الآلهة في تكوينها إلى حد بعيد مع أرواح البشر. من هذه المكونات «با»، وهو العنصر الذي يجعل الروح البشرية أو الإلهية تؤثر في العالم المحيط بها، ولهذا فقد عزي أي تجل ملموس لقوة الآلهة إلى الـ«با» في أرواحهم، مثلما يتضح من الإشارة للشمس على انها «با رع». وأطلق على تجسد الإله اسم «كا»، وهو الوعاء الذي تسكنه «با» الإله. وتمركزت الطقوس الدينية على الصور الدينية للآلهة، وعلى الحيوانات المقدسة التي مثلت بعض هؤلاء الآلهة، لأن «با» الآلهة تتجلى فيها. وربما امتلك الآلهة أكثر من با وكا، وفي تلك الحالات كانت تحمل أسماءً مختلفة تعبر عن الجوانب المتنوعة في طبيعة الإله. اعتقد المصريون ان كل ما في الوجود ما هو إلا إحدى صور «كا» الإله الخالق أتوم، إذ كان الوجود في الأساس كامنًا في ذاته. بل أن أحد الآلهة قد ينظر إليه باعتباره «با» إله آخر، أي أن أحدهما تجل لقدرة الآخر؛ ووصل الأمر إلى اعتبار أعضاء الآلهة بمثابة آلهة مستقلة، مثل عين رع ويد آتوم، المجسدتين في صورة إلهتين.
نشأت عن المعبودات ذات الأهمية المحلية تجليات اتخذت سمات الإلهة الإقليمية الأقدم، كانت لحورس مثلًا عدة صور تتصل ببعض الأماكن مثل نخن وبوهين وإدفو. وكادت هذه التجليات تكون آلهة مستقلة. وتذكر النصوص حادثة وقعت في زمن المملكة القديمة، حيث اتهم كاهن حورس في بي- خنتي رجلًا بسرقة ملابسه، وعندما لم يرض الرجل بالحكم، استفتى كاهنين آخرين من كهنة آمون لعله يحصل على حكم مختلف! كما اختلفت تجليات الآلهة باختلاف أدوارهم، مثل حورس، الذي تباينت صوره بين إله سماوي قدير وطفل لا حول له ولا قوة، ونظر المصريون في بعض الأحيان إلى هاتين الصورتين على أنهما إلهين مستقلين.
سهل على الآلهة الاتحاد مثلما سهل عليهم الافتراق. ومن صور الاتحاد أن يوصف إله بإنه با إله آخر، أو أن يندمج إلهين أو أكثر في كيان واحد بأسماء وأيقونات مركبة. اندمجت الآلهة المحلية بالآلهة الأعلى شأنًا، وكذلك اندمجت الآلهة متماثلة الأدوار؛ فعلى سبيل المثال: اندمج رع مع كل من الإله المحلي سوبيك ليشكلا سوبيك- رع، ومع آمون الذي يشاركه في الحكم ليشكلا آمون- رع، ومع صورة حورس الشمسية ليشكلا رع- حور- اختي، ومع العديد من الآلهة الشمسية ليشكلوا حور ماخت- خبري- رع- أتوم. وفي حالات نادرة اندمجت آلهة من الجنسين، مثل أوزيريس- نيث، وموت- مين. يدعى هذا النوع من الربط «التوفيق بين الأديان»، وإن كان يختلف عن الحالات الأخرى التي يستخدم فيها هذا المصطلح، فمعناه التقليدي هو التوفيق بين مذاهب دينية متناحرة، أو بين معبودات محلية وأخرى وافدة، أما معناه في حالة مصر القديمة، فيعني تشابك أدوار الآلهة، ثم امتد ليشمل دوائر نفوذها. لم تكن هذه الصلات أبدية، بل ما فتئت الآلهة التي اندمجت مع غيرها تظهر في صورتها المستقلة أو تندمج مع آلهة أخرى. وكذلك اندمجت الآلهة المتصلة اتصالًا وثيقًا، مثل حورس الذي ازدرد عدة آلهة في هيئة صقور من ديانات مختلفة، ولم يعودوا سوى تجليات محلية لذاته.

### آتون واحتمالية وجود ديانة توحيدية
المقال الرئيس: الديانة الآتونية في منتصف عصر المملكة الحديثة، وتحديدًا في عهد أخناتون (حوالي 1353-1336 قبل الميلاد)، صار آتون، أحد آلهة الشمس، محور الدين الرسمي للدولة، وامتنع أخناتون عن رعاية معابد الآلهة الأخرى، وراح يمحو أسماء الآلهة الأخرى وصورها من الآثار التاريخية، وخاصة ما يتصل منها بآمون. اختلفت الديانة الجديدة، ويشار إليها في بعض الأحيان بالديانة الآتونية، اختلافًا جذريًا عن الشرك وتعدد الآلهة الذي ساد في جميع العصور الأخرى، إذ يلاحظ في العصور السابقة أن الآلهة التي تشرع في اكتساب أهمية تندمج مع المعتقدات الدينية القائمة، أما الديانة الآتونية فقد تمسكت بنظرة أحادية للألوهية ألغت التعددية التراثية في المفاهيم. ومع ذلك، فربما لم تخلو توحيدية الديانة التوحيدية من تسامح مع المعتقدات الأخرى، حيث توحي بعض الأدلة أن عامة السكان لم يكرهوا عليها، بل وسمح لهم بممارسة حريتهم الخاصة في عبادة آلهة غير آتون، ويرتبك الباحثون في تفسير التسامح الذي تبديه الديانة الآتونية مع وجود معبودات أخرى مثل شو، ولهذا يرى دومينيك مونتسيرات، عالم المصريات، أن أخناتون كان يؤمن بوجود آلهة أخرى، ولا يرى لأحدها حقًا في العبادة ما خلا آتون. وعلى أي حال، لم يجد لاهوت الديانة الجديدة المنحرفة عما عهده العامة من سبيل إلى قلوبهم، فما لبث خلفاء أخناتون أن اعتنقوا دين آباءهم مرة أخرى.

### وحدانية الإله في التراث الديني

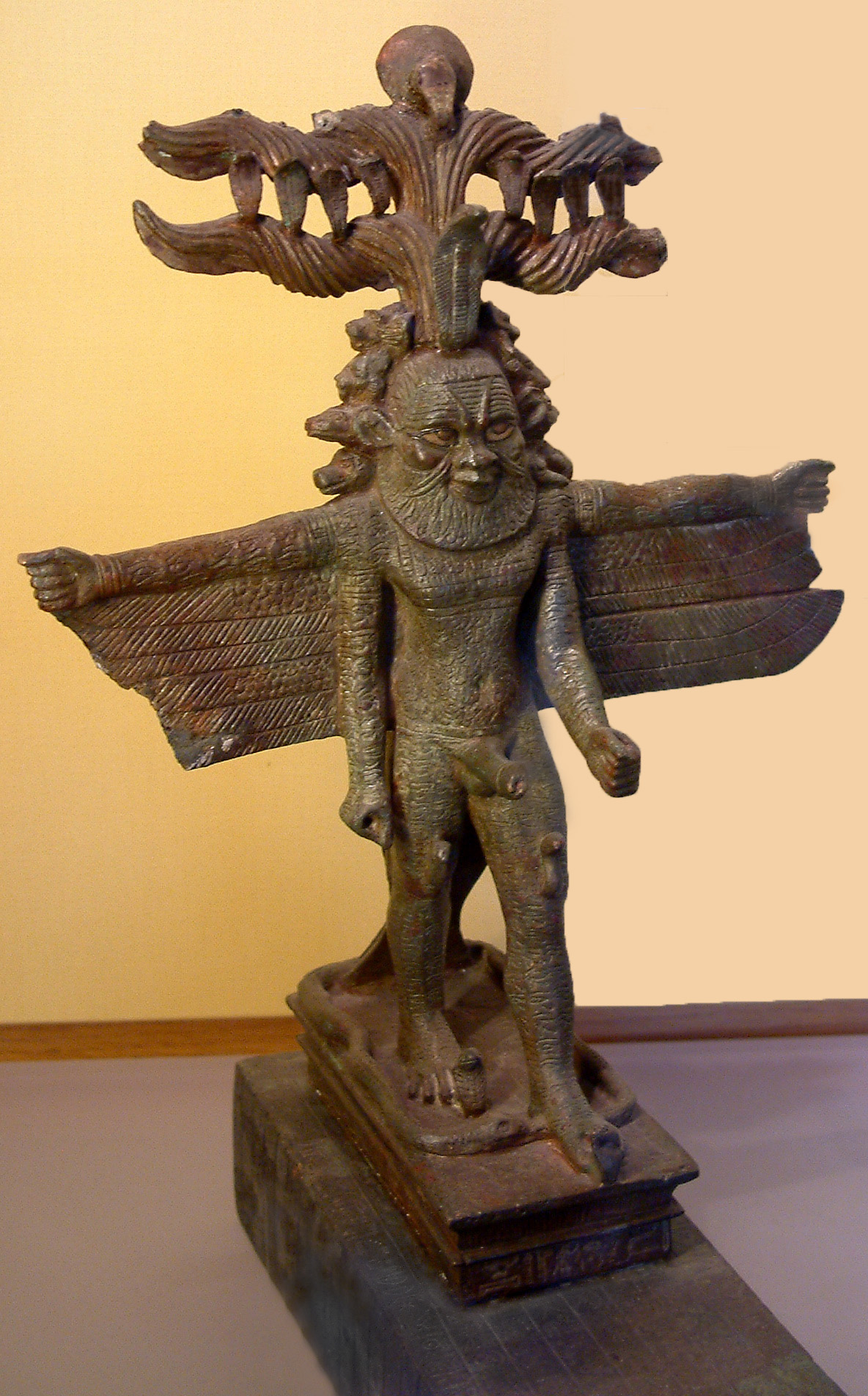
الأله بس، يحظى في هذه الصورة بسمات العديد من الآلهة الأخرى، وتمثل وجود تعددية في القوى الإلهية في كيان واحد

كثيرًا ما تجادل الباحثون حول ما إذا كان التراث الديني المصري قد آمن بتأويل أعمق لتعدد الآلهة يفيد بوحدانيتها جميعًا. دعى إلى هذا الجدل ممارسة المصريين للتوفيق بين الأديان، مما قد يوحي بأن الآلهة المنفصلة ربما تلتحم في النهاية لتشكل إلهًا واحدًا، وكذلك دعا إليه ميل النصوص المصرية أن تعزو إلى أحد الآلهة قدرة تفوق أقرانه. ومن النقاط الخلافية أيضًا أن أدب الحكمة يرد فيه ذكر لكلمة «الإله» دون أن تشير إلى أي معبود أو مجموعة معينة من المعبودات. فقد آمن إ. أ. واليس بادج في أوائل القرن العشرين أن العامة كانوا مؤمنين بتعدد الآلهة، بينما احتفظت النخبة لنفسها بمعرفة الطبيعية التوحيدية للدين، ودونتها في أدب الحكمة. أما معاصره جيمس هنري برستد فذهب إلى أن الديانة الصرية كانت تدعو إلى وحدة الوجود، إذ كانت قوة الشمس كامنة في جميع الآلهة. أما هيرمان يونكر فذهب إلى أن الحضارة المصرية بدأت توحيدية ثم تسرب إليها الشرك بمرور الزمن.
في عام 1971 نشر إريك هورننج دراسة لنقض هذه المزاعم، وأوضح أن طوال فترة التاريخ المصري القديم كان الكثير من المعبودات، وجتى الثانوي منها، يوصف بأنه أعلى مكانة من جميع الخلق، كما أنه يذهب إلى أن لفظة «الإله» غير المحددة الواردة في نصوص الحكمة ليس أكثر من لفظ عام يشير إلى أي معبود يقدسه القارئ. وعلى الرغم من أن تآلفات التي يدخل فيها كل إله وتجلياته والأيقونات التي تصوره كانت دائمة التغير، إلا أن عدد الصور التي يتجسد فيها كل إله كانت معدودة، ولم يخلط المصريون أبدًا فيما بينها مثلما يحدث في الديانات التوحيدية أو الداعية إلى وحدة الوجود. ويرى هورنانج أن مصطلح «الهينوثية» هو أفضل ما توصف به الديانة المصرية، إذ كان المصريون يعبدون إلها معينًا في كل فترة ويعزون إليه السلطة المطلقة، ولكن دون إنكار وجود غيره من الآلهة أو اندماجه معهم. ومما سبق يستنتج أن الآلهة لم تكن متحدة تمامًا إلا في الأساطير التي تجري أحداثها قبل الخلق، ثم نشأت الآلهة من العدم، أي أنها نشأت متعددة في أول الأمر.
كانت لحجج هورنانج تأثيرًا عظيمًا على الباحثين في الديانة المصرية القديمة، ولكن البعض لا يزال يرى أنه أتى على الآلهة حين من الدهر اتحدت فيه أكثر مما يقر به. ويصر يان أسمان أن مفهوم الإله الواحد قد نما ببطء أثناء فترة المملكة المصرية الحديثة، وبدأ ذلك بالتركيز على آمون-رع باعتباره أهم إله شمسي، كما يرى أسمان أي الديانة الآتونية هي توسع متطرف في هذه الاتجاه، بمساواتها الإله الواحد بالشمس وإلغائها لكافة الآلهة الأخرى. ولهذا عبر الكهنة اللاهوتيين عن الإلة الواحد بصورة أخرى تماشت مع ما آمن به آباءهم من تعدد الآلهة، حيث كان هذا الإله وفق معتقداتهم يتجاوز العالم والمعبودات الأخرى، الذين لم يكونوا سوى تجليات لذاته، ويناظر آمون بصفته الإله المسيطر خلال أواخر المملكة المصرية الحديثة. بينما نجده في سائر التاريخ المصري يناظر عدة آلهة أخرى. ويرى جيمس ب- آلين أن تعايش مفاهيم الإله الواحد والآلهة المتعددة يلائم «تعددية التأويلات» في الفكر المصري القديم، وكذلك يتناسب مع الممارسة الهينوثية للعامة، وربما كان تعريف المصريين القدماء للتوحيد يعني إدراكهم أن إله بعينه هو «الإله»، ولكن قد يتغير ذلك الإله حسب الموقف.

## الأوصاف والتصاوير
تصف الكتابات المصرية أجساد الآلهة بالتفصيل، فهم مخلوقون من مواد نفيسة، لحمهم ذهب، وعظامهم فضة، وشعرهم لازورد، وتفوح منهم رائحة البخور الذي كان المصريون يستخدمونه في شعائرهم. وتورد بعض النصوص وصفًا دقيقًا لبعض الآلهة يشمل الطول ولون العينين، وإن كانت هذه السمات ليست ثابتة، حيث يستطيع الآلهة وفقًا للأساطير تغيير مظهرهم بحيث يلائم غرض معين. وكثيرًا ما تشير النصوص المصرية إلى المظهر الكامن للآلهة بأنه يكتنفه الغموض. وبناء على ذلك فلا ينبغي فهم صور الآلهة فهمًا حرفيًا، إذ ترمز هذه الصور إلى بعض الجوانب المحددة في شخصية هذا الإله أو ذاك، أي أنها مجرد رسوم فكرية مرسومة بالحروف الهيروغليفية. فعلى سبيل المثال، يشيع في الفن المصري تصوير الإله الجنائزي أنوبيس في هيئة كلب أو ابن آوي، وهو حيوان قمام آكل للجيف، أي أنه يشكل خطرًا على حفظ المومياوات إبان دفنها، ولصد هذا التهديد، صور بلون أسود يشابه لون جلود المومياوات، مثلما يشابه التربة الخصبة التي كان المصريون يؤمنون أنها ترمز للبعث.
صورت أغلب الآلهة في عدة صور، مثل حتحور، إذ صورت في هيئة بقرة، أو كوبرا أو لبؤة أو امرأة بقرني ثور أو آذانه. عبر المصريون بتصويرهم الآلهة في عدة صور، عن الجوانب المتعددة لذواتهم. صورت الآلهة في صور رمزية معدودة، ولهذا يمكن التفرقة بين أحدهم والآخر بالنظر إلى الأيقونات التي تصورهم. تضمنت صور الآلهة ذكورًا وإناثًا، بشرًا وحيوانات، أو مخلوقات أسطورية تمزج بينهما، ونادرًا ما صورت في هيئة جمادات. وبتعاقب الدهور غدت الصور أكثر تعقيدًا حتى لم يعد من سبيل لتمييز بعضها عن بعض إلا عن طريق الكتابات المنقوشة عليها، مثلما هو الحال مع إيزيس وحتحور، إذ سبق أن ذكرنا أن حتحور كانت تميز في الأساس بتاج من قرني ثور على رأسها، ولكن بما أنها ارتبطت ارتباطًا وثيقا بإيزيس، فقد صورت كلاهما مرتديتان ذلكم التاج.
كانت بعض الملامح الإلهية أكثر أهمية من بعضها الآخر في تحديد هوية الإله في التصاوير، ومن أبرزها الرأس، وخاصة عندما يتعلق الأمر بتصاوير المخلوقات الهجينة، إذ كانت الرأس هي ما يحدد الصورة الأصلية للإله، وكما يوضح هنري فيشر، عالم المصريات، "إذا كانت الصورة تمثل إلهة برأس لبؤة فهذا يعني أنها الصورة البشرية لإلهة-لبؤة، أما أبو الهول الملكي فهو العكس، أي رجل في صورة أسد. أما الملامح المميزة الأخرى فكانت تشمل أغطية الرأس التي يرتديها الآلهة، وهي إما تشبه التيجان التي ارتداها الفراعنة، أو أحرف هيروغليفية كبيرة يرتديها الإله فوق رأسه. وكذلك كان ما يحمله الإله في يده عاملًا يميزه عن غيره، ولكنها على النقيض كانت غير ذات طابع خاص في أغلب الأحيان، فكان الآلهة الذكور يحملون صولجان واس، أما الآلهات فكانت تحمل عصي من البردي، وكان الجميع يحملون مفاتيح الحياة (أو العنخ) التي ترمز لقدرة الآلهة على منح الحياة، وتمثل الكلمة التي ترادف "الحياة" في اللغة المصرية القديمة.

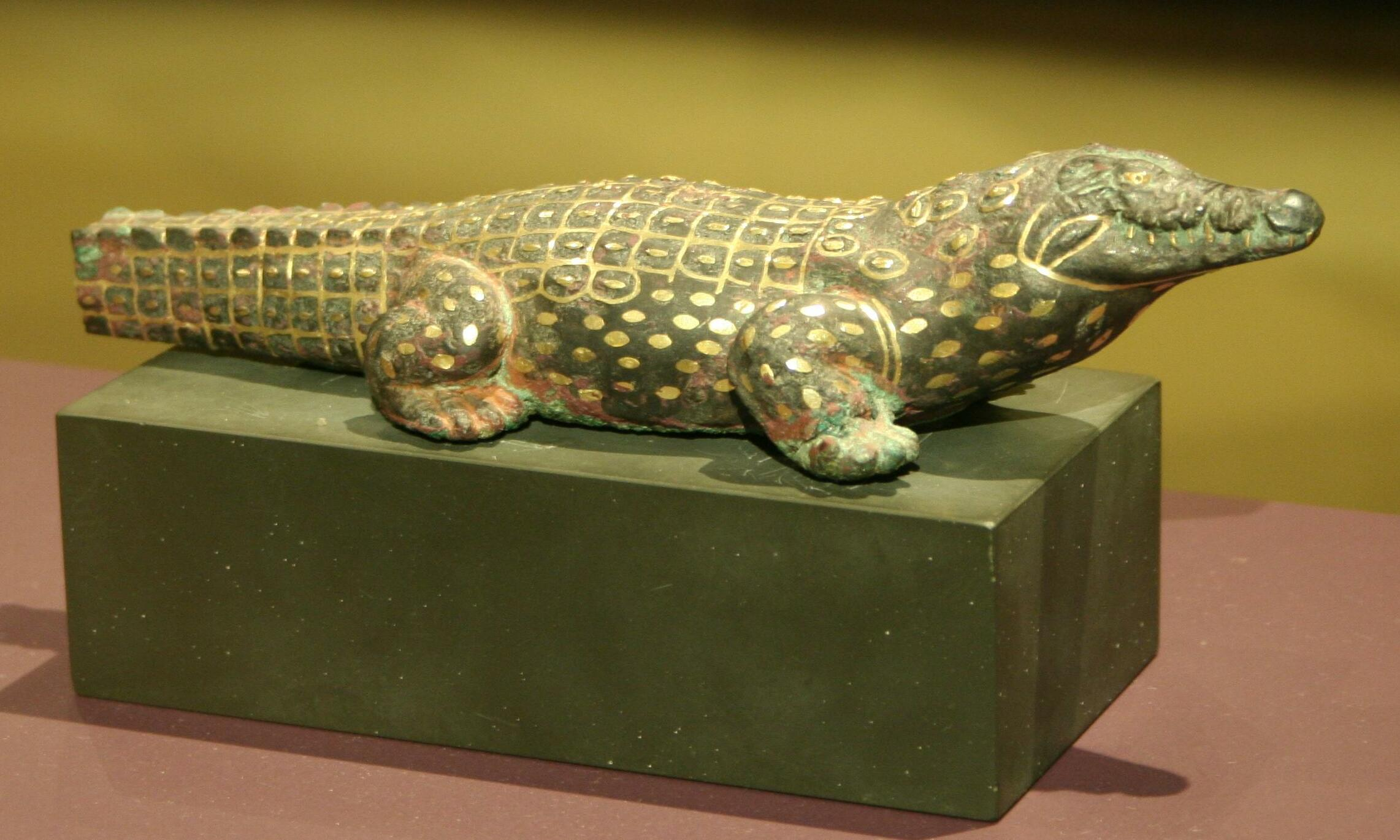
تمثال لإله التماسيح سوبيك في كامل هيئته الحيوانية

على الرغم من تنوع الصور التي تظهر بها الآلهة، إلا أنها كانت محدودة من جوانب عديدة؛ إذ لم تستخدم كثير من المخلوقات المنتشرة في أرجاء مصر في الأيقونات الإلهية، في حين صورت الكثير من الآلهة في هيئة مخلوقات معدودة مثل الصقور وأفاعي الكوبرا والمواشي، كما لم تشمل صور الآلهة الحيوانات التي لم تكن موجودة في مصر في مراحلها التاريخية الأولى، ولهذا لم يكن هناك ثمة ظهور للحصان مثلًا في صورة إله إلا في الفترة المصرية الانتقالية الثانية (حوالي 1650- 1550 قبل الميلاد)، وعلى نحو مماثل، تغيرت الأزياء التي ارتداها الآلهة في صورهم البشرية لتواكب التغير بين الفترات المختلفة منذ انقضاء عهد المملكة المصرية القديمة، فغلب على أزياء الذكور منها التنانير واللحى المزيفة، بينما ارتدت الآلهات فساتين ضيقة طويلة.
تعددت الهيئة الأساسية للآلهة في صورهم البشرية. صور الآلهة الأطفال عرايا، مثلما صور بعض الآلهة البالغين لإبراز قدراتهم التناسلية. وصور بعض الآلهة الذكور ببطون وصدور ضخمة، إما لتمثل طبيعتهم الخنثوية، أو كدليل على الرفاه والأبهة. أما لون البشرة فقد صورت أغلب الآلهة الذكور بلون أحمر والإلهات بلون أصفر، كما استخدم هذان اللونان لتصوير المصريين من الجنسين أيضًا. واكتسبت بشرة بعض الآلهة ألوانًا رمزية غير مألوفة، وبالتالي ترمز البشرة الزرقاء والبطن الضخمة في صور الإله حابي إلى فيضان النيل والخصوبة التي يحملها. وكان لآلهة قلائل مثل أوزيريس وبتاح ومين «هيئة مومياء»، تضمد فيها أطرافهم بإحكام بضمادات قماشية. ومع أن هذه الآلهة تشبه المومياوات، إلا أن أقدم الأمثلة على هذه الهيئة ترجع لعصور تسبق استخدام المصريين لهذا النمط في التحنيط، ولذا يحتمل أن تكون من بقايا التصاوير العتيقة التي صور فيها المصريون معبوداتهم بلا أطراف.

من الأمثلة الأشياء الجامدة التي كانت ترمز للآلهة شعار يشبه للقرص، ويشير إلى الشمس والقمر. ارتبطت بعض الأغراض بإلهة بعينها، مثل الدرع والقوسين المتقاطعين، ممثلين للإلهة نيث (
| R24 |

)، أو شعار الإله مين (
| R22 |

)، ورمزت هذه الأغراض إلى العقائد التي مارسها عابدو أولئك الآلهة في عصور ما قبل الأسرات. وفي كثير من الحالات كان ماهية الغرض الأصلي يكتنفها الغموض.

## التواصل مع البشر

### العلاقة مع الفرعون
لمزيد من المعلومات، اقرأ فرعون
تشير الكتابات الرسمية تشير الكتابات الرسمية إلى الفراعنة باعتبارهم من الآلهة، ويتواتر تصويرهم في صحبة معبودات مجلس الآلهة. وكان الفراعنة وخلفاءهم يعتبرون خلفاءً للآلهة الذين حكموا مصر في عصور ما قبل التاريخ الأسطورية. تساوى الفراعنة الأحياء مع حورس واعتبروا أبناءً لعدة آلهة، تحديدًا أوزيريس ورع، أما الفراعنة المتوفين فقد تساووا بالآلهة بهذه الآلهة القدامى نفسها. بنى الفراعنة معابدًا جنائزية تمارس فيها شعائر عبادتهم لفترات طويلة بعد وفاتهم. ومن ناحية أخرى، صورت النصوص غير الرسمية الفراعنة في هيئة بشرية، مما يدعو الباحثين للاختلاف حول صحة الفرضية القائلة بأن المصريون ألهوا فراعنتهم، ويذهبون إلى أنهم ربما لم يقدسوهم إلا أثناء الاحتفالات التي أقاموها للشعب.
وبغض النظر عن مدى شيوع هذا المعتقد، فإن النظر إلى الفراعنة كآلهة كان الأساس المنطقي لتوليهم عرش مصر، باعتبارهم ممثلي الآلهة، وهو ما شكل رابطًا بين عالمي الآلهة والبشر. آمن المصريون أن الآلهة بحاجة إلى معابد لتقيم فيها، وإلى ممارسة الشعائر وتقديم القرابين بصورة دورية لاسترضائها، ووفرت الطوائف التي رأسها الفرعون كل ذلك عبر كهنتها وعمالها نيابة عنه، فوفقًا للعقيدة الملكية كان بناء المعابد وممارسة الشعائر حقًا للفرعون وحده، إذ أن هذه الأفعال كانت جزءًا من دوره الأساسي الذي يشترك فيه مع الآلهة، أي الحفاظ على ماعت، هو بجهوده وجهود شعبه يرسي ماعت، ثم تقوم الآلهة بترسيخ دعائمها في أرجاء الكون لكي تستمر حياة البشر.

### الحضور في عالم البشر
على الرغم من اعتقاد المصريين أن آلهتهم حاضرة في عالمهم، فإن الاتصال بين عالمي الآلهة والبشر كان مقتصرًا على مناسبات معينة. وفقًا للأدب المصري القديم، قد تتجسد الآلهة للبشر، ولكن لم يكن من سبيل للاتصال بهم في العالم الواقعي إلا بطرق غير مباشرة.
كان المصريون يؤمنون أن با أي إله قد تغادر عالم الآلهة بين الحين والآخر متنقلة بين صور ذلك الإله، تاركًا بذلك احتجابه، متجسدًا في عالم البشر. قام المصريون بعزل الأماكن والأغراض المقدسة («دسر» في لغتهم) وتطهيرها من خلال شعائر معينة لكي يستطيع الآلهة سكناها. مثلت تماثيل ونقوش المعابد، والحيوانات المقدسة مثل ثور آبيس وسائطًا إلهية، وكانت الأحلام والهلاوس سبلا أخرى للتواصل يستطيع البشر من خلالها الاقتراب من الآلهة، بل وتلقي رسائل منها. وعند انتهاء الآجال، وفقًا لمعتقدات المصريين القدماء عن الآخرة، تنتقل أرواح البشر إلى عالم الآلهة، مما يعني أن المصريون آمنوا أنهم سيلقون آلهتهم بعد الموت حيث سيتمكنون من استيعاب طبيعتهم الغامضة.

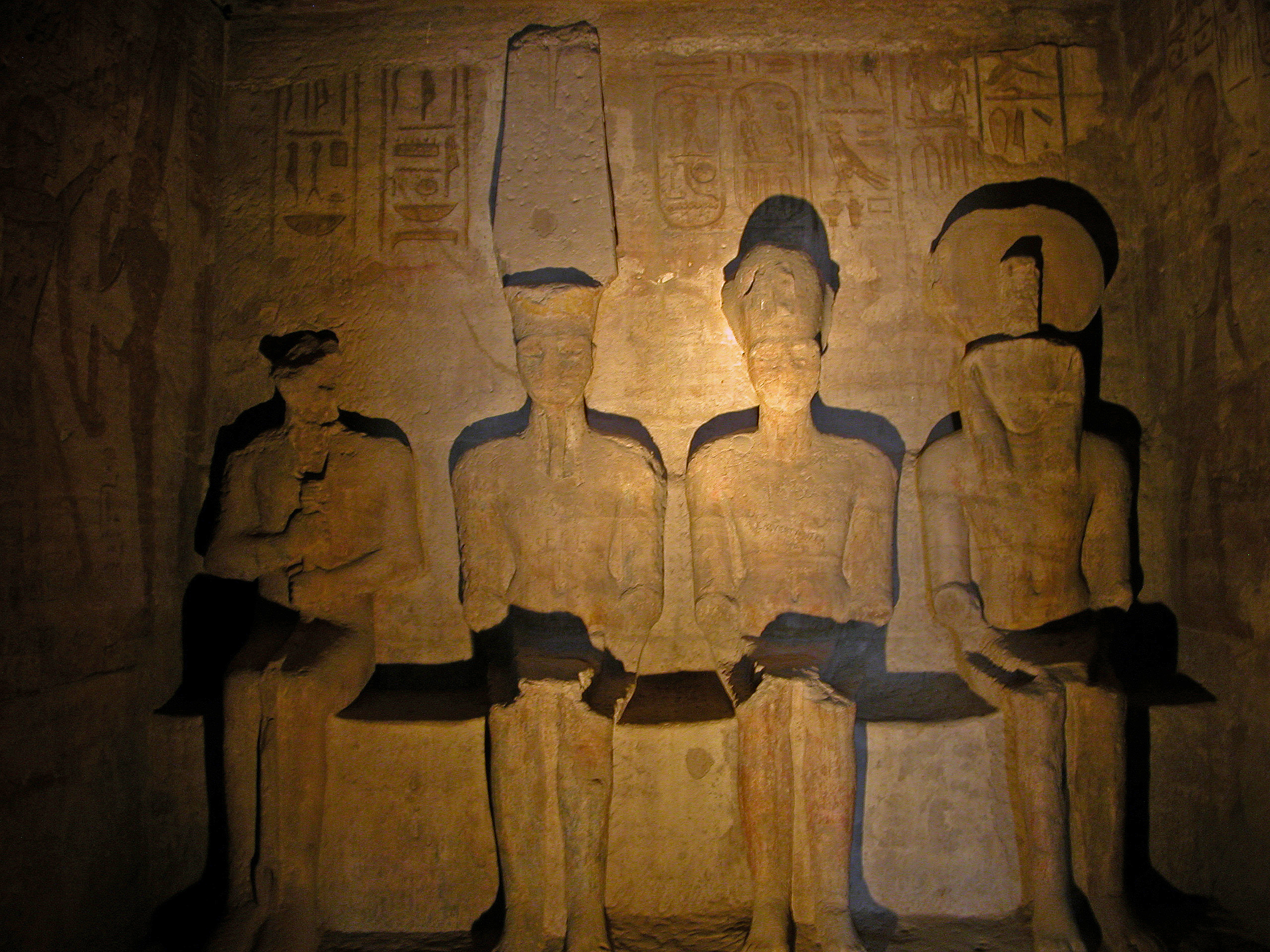
رمسيس الثاني (الثاني من اليمين) مع الآلهة بتاح وآمون ورع في محراب المعبد العظيم في أبي سمبل

كانت المعابد التي تقام فيها الشعائر الرسمية ملأى بصور الآلهة، وأهم رسم في المعبد هو الصنم الموجود في محرابه الداخلي. صنعت هذه الأصنام من المواد النفيسة ذاتها التي كان المصريون يعتقدون أن أجسام آلهتهم تتكون منها، بحجم أقل من الحجم الطبيعي. ضم كثير من المعابد عدة محاريب في كل منها صنم لأحد الآلهة المنتمية إلى جماعة ما، كأحد الثالوثات الأسرية. وكان الإله الرئيس في كل مدينة هو حاكمها، ويعمل كثير من سكانها في خدمة معبده. تشكل مجلس الآلهة من جميع الآلهة المقيمين في معابد مصر، ولكن عددًا كبيرًا من المعبودات ومنها بعض الآلهة المهمة أو الآلهة الثانوية أو العدائية لم يكن لها معابد خاصة بها، وإن كانت لها حضور في معابد تخص آلهة أخرى.
قام المصريون ببناء أسوار حول محاريب المعابد وحظروا دخولها إلا على أفراد قلائل لكي يحافظوا على القوة المقدسة فيها من دنس العالم الخارجي. وبهذا حرم الشعب بأكمله، عدا الفرعون والكهنة، من التواصل مع أصنام آلهتهم، اللهم إلا أثناء المواكب الاحتفالية، حيث كانت الأصنام تنقل إلى خارج أسوار المعبد في أضرحة متنقلة. ولكن العامة كانت لديهم وسائل غير مباشرة للتواصل مع الآلهة، إما عن طريق الأماكن الصغيرة المخصصة للصلاة في المعابد، أو ببناء أهل القرى مصليات صغيرة لهم، أو بامتلاك بعض الأسر أضرحة داخل منازلها. ونستنتج مما سبق أن المصريون كانوا محاطين بفرص للتقرب من آلهتهم، حتى مع الفجوة الهائلة التي تفصلهم عنها.

### التدخل في حياة البشر
انخرطت الآلهة في حياة البشر مثلما راقبت نظام الطبيعة، وشعر المصريون وحدهم بهذا التأثير الإلهي، بما أنهم اعتقدوا أن الأجانب كانوا لا يخضعون لقوى الآلهة المصرية، ثم تطور الأمر في المملكة المصرية الحديثة، عندما انطوت أمم عديدة تحت لواء مصر، عندها اعتقد المصريون أن الأجانب مثلهم كمثل المصريين، يخضعون لحكم إله الشمس الرشيد.
آمن المصريون أن تحوت، بوصفه رقيبًا على الزمن، يقسم أعمارًا محددة على البشر والآلهة، ووصف غيره من الآلهة بالتحكم في طول أعمار البشر، مثل مسخنت، إلهة الميلاد، وشاي، إلهة القدر. وبهذا كان وقت الوفاة وطريقتها هو المعنى الرئيس لمفهوم المصريين عن القدر، وإن كان أولئك الآلة قد تحكموا في أحداث في حياة البشر أيضًا؛ حيث تشير عدة نصوص إليهم بأنهم يؤثرون في قرارات البشر أو يوحون إليهم بها ببثها في قلوبهم، وهي موضع المشاعر والأفكار وفق معتقدات المصريين. وبالإضافة إلى ذلك، اعتقد ان الآلهة تصدر شرعًا تأمر فيه البشر بأوامر محددة، كأن ترشد الفراعنة في حكمهم للعالم وفي تنظيم إدارة المعابد. ولا تكاد النصوص المصرية تذكر أي أوامر صدرت إلى أشخاص بعينهم، كما لم تتطور هذه الأوامر إلى شرائع أخلاقية.
ارتكزت الاخلاق في مصر القديمة على مفهوم ماعت، الذي يعني لدى تطبيقه على المجتمع البشري أنه يجب على الجميع ان يعيشوا باستقامة وألا يتدخلوا في رفاهية غيرهم. وبما أن الآلهة تولوا الحفاظ على ماعت، فقد ربطت الأخلاق بهم، فمثلًا حاكمت الآلهة البشر على استقامتهم الأخلاقية بعد وفاتهم، وبحلول المملكة المصرية الحديثة، كانوا يصدرون حكمًا بالبراءة على الشخص لكي يتم قبوله في الحياة الآخرة. وفي العموم، كان قوام الأخلاق هو الطرق العملية للحفاظ على ماعت في الحياة اليومية، بدلا من أن تكوت قواعد صارمة أنزلتها الآلهة.

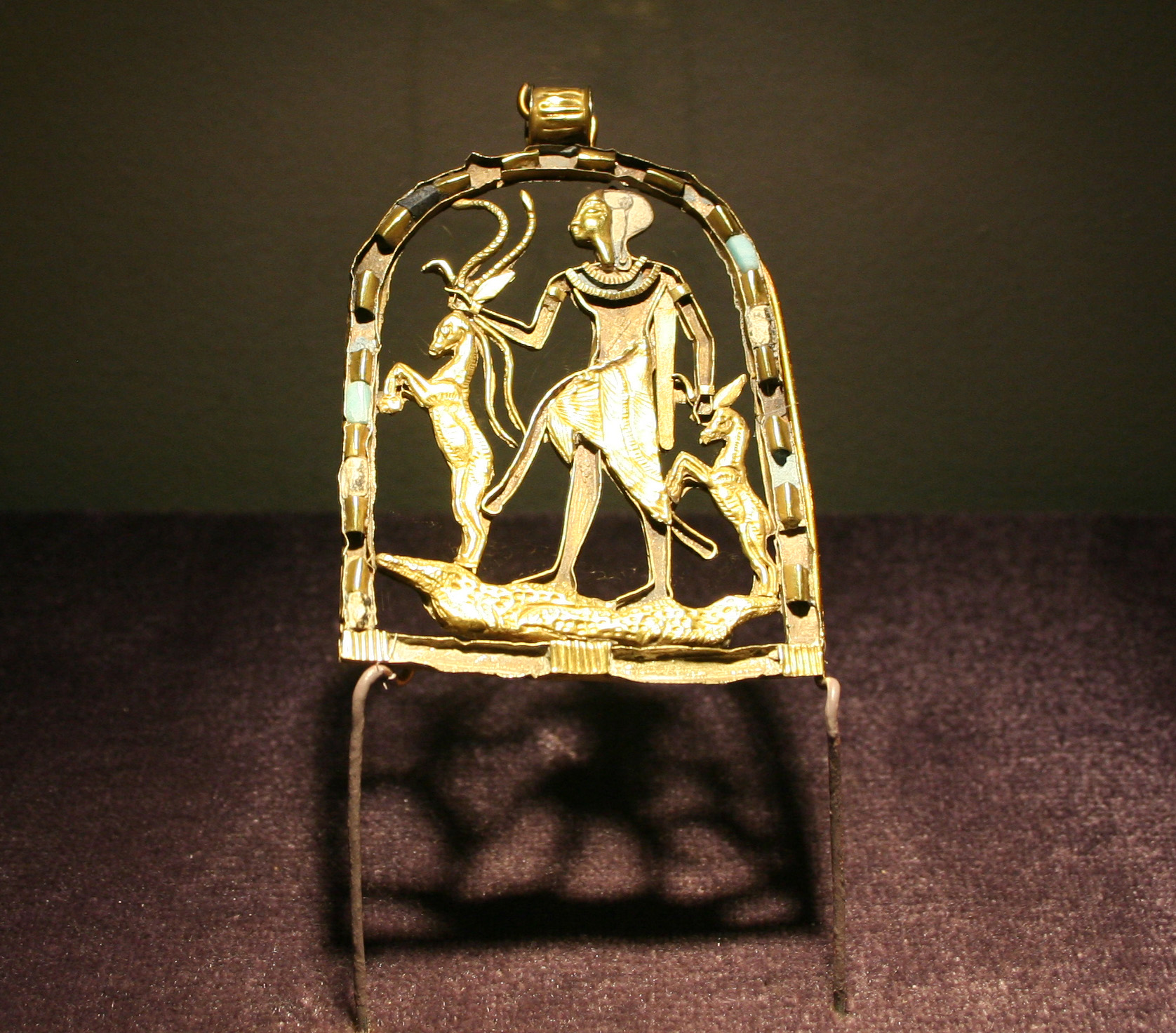
تميمة للإله شيد

تمتع البشر بالإرادة الحرة في تجاهل الوحي الإلهي والسلوك القويم اللازم للحفاظ على ماعت، ولكن ذلك قد يجلب عليهم عقابًا إلهيًا نفذه كل إله عن طريق الـ «با» الخاصة به، وهي القوة التي جسدت قدرة الإله في عالم البشر، وتعزى إليها الكوارث الطبيعية والأمراض في حالة غضب الآلهة. وعلى النقيض، كان بوسع الآلهة شفاء الصالحين من البشر أو حتى إطالة أعمارهم. ثم تطور هذان النوعان من التدخل الإلهي إلى أن تجسدا في إلهين؛ أولهما الإله شد الذي نشأ في المملكة المصرية الحديثة كرمز للحماية الإلهية من الأذى أما ثانيهما فهو الإله بيتبي الذي نشأ في العصور المتأخرة من التاريخ المصري كرمز للعقاب الإلهي على السيئات.
تختلف النصوص المصرية في نسبة معاناة البشر غير العادلة إلى الآلهة. وكثيرًا ما نسبت البلايا إلى إسفت، وهو مصطلح يدل على الفوضى الكونية ويناقض ماعت، وبناء على ذلك، لم يتحمل الآلهة الوزر الكامل للشر، حيث يمكن لوم بعض المعبودات التي ارتبطت بإسفت مثل الإله ست في حالة حدوث فوضى ما، مع تحاشي لوم باقي الآلهة، ولكن بعض النصوص تلومهم صراحة على التسبب في المعاناة البشرية، بينما يرد عليهم البعض الآخر بحجج تبرئ ساحة الآلهة. وبدءًا من المملكة الوسطى ظهرت نصوص عدة تربط بين معضلة الشر في العالم وأسطورة تحكي أنه في قديم الزمان حارب الإله الخالق ثورة قام بها البشر ضد حكمه انسحب في أعقابها من الأرض، وأبعد عن خلقه بسبب جحود بني البشر واستغلت قوى الشر غيابه لتنشر المعاناة. ولا تطرح كتابات المملكة الحديثة تساؤلات حول ماهية الآلهة بنفس الإصرار التي تتسم به كتابات المملكة الوسطى، فهي (أي كتابات المملكة الحديثة) تركز على علاقات البشر المباشرة والشخصية مع الآلهة وقدرتهم على التدخل في مصائر البشر. آمن البشر في ذلك العصر بآلهة معينة أملوا أن تمنحهم العون والحماية في حياتهم؛ ومن ثم قلت أهمية التمسك بقيم ماعت ما دام رضا الآلهة هو السبيل لعيش حياة رغيدة. وكان جميع البشر، وحتى الفراعنة، يعتمدون على عون الآلهة، ولدى سقوط أن ولى عصر المملكة الحديثة، تزايد تأثر أسلوب الحكم بما يحكي الكهنة أنه وحي إلهي يعكس إرادة السماء.

### العبادة
كانت الممارسات الدينية الرسمية التي حافظت على ماعت في أرجاء مصر، متصلة بالعبادات الشعبية التي كانت دافعها هو الحصول على عون الآلهة في المشاكل الشخصية.
انخرط ممارسو الديانة الرسمية في عدد من الشعائر التي تقام في المعابد، بعضها يومي، وبعضها الآخر يمارس في المعابد على فترات متقطعة وكثيرًا ما كانت تقتصر على معبد أو معبود معينة. تلقت الآلهة القرابين خلال احتفالات يومية، كانت تماثيل الآلهة في أثنائها تكسى بالملابس وتدهن بزيوت خاصة ويهدى إليها الطعام أثناء ترتيل الأنشودات على شرفها. كانت أهمية هذه القرابين، بالإضافة إلى الحفاظ على ماعت في عالم الآلهة، هو شكر الآلهة على كرمها في وهب الحياة للبشر، والدعاء إليها بأن تمنحهم رضاها وتقيهم سخطها.

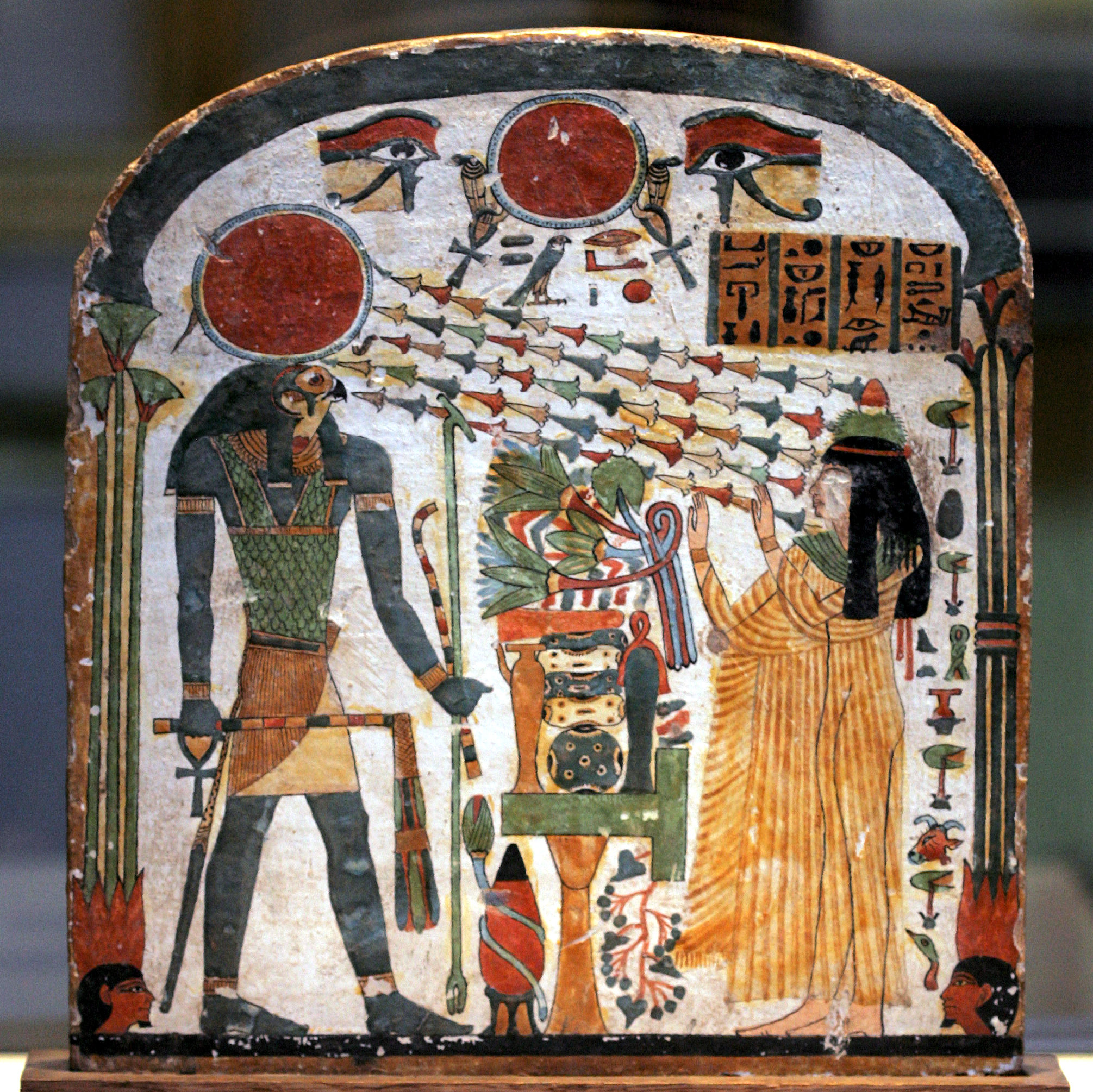
امرأة تعبد رع- حور أختي، وهو يباركها بأشعة من الضوء

كثيرًا ما تضمنت الاحتفالات موكباً تحمل فيه إحدى الصور الشعائرية من المعبد، في محراب على شكل قارب. كان لهده المواكب أغراض عدة، ففي العصور الرومانية عندما كان لجميع المعبودات سلطة التحكم في فيضان النيل، كانت هذه المواكب تحمل الصور الشعائرية إلى ضفاف النهر لكي تجلب الآلهة فيضانًا مثمرًا. كما سافرت المواكب فيما بين المعابد، مثلما نقلت صورة حتحور من معبد دندرة إلى معبد إدفو لزيارة زوجها حورس. كثيرًا ما استندت الطقوس التي تخص إلهًا معينة بالأساطير التي تحكي عنه، كتكرار للأحداث التي حدثت في تلك الأساطير وتجديد آثارها النافعة، مثل مهرجان «خويك» الذي كان يقام على شرف أوزيريس، كانت ممارسي الشعائر يعيدون تمثيل وفاته وبعثه في وقت بدء تفتح المحاصيل، بحيث يرمز اخضرار الأرض إلى تجدد حياة الإله.
تعددت أشكال التفاعل بين البشر والآلهة، منها طلب مشورة الكهنة أو سؤالهم عن معلومات معينة، باعتبارهم ناقلي رسائل الآلهة، واستخدمت تمائم المعبودات الحامية وصورها للاستعاذة من الشياطين حتى لا تهدد طيب حياة البشر، وكذلك مارس المصريون شعائرًا خاصة يتضرعون فيها الآلهة لتنفذ مآربهم الشخصية كشفاء الأمراض ودحر الأعداء. واستخدمت في جميع هذه الممارسات قوة «حقو»، وهي القوة السحرية نفسها التي كان الآلهة يستخدمونها، وقيل أن الإله الخالق قد أعطاها للبشر لاتقاء البلايا. وكان الشخص الذي إحدى الشعائر الخاصة يقوم بدور الإله في أسطورة ما، أو حتى ينذر الإله بأن ينفذ رغباته وإلا! تزامنت مثل هذه الشعائر مع القرابين والصلوات الخاصة، وكان جميع هذه الممارسات سبلا مقبولة للحصول على عون إلهي.
يطلق على الصلوات والقرابين الخاصة بوجه عام اسم «التقوى الشخصية»، وهي الأفعال التي لا يطلع عليها إلا المرء وربه، لا تكاد الأدلة على مثل هذه الأفعال تظهر في قبل المملكة الحديثة، وتوحي النذور والأسماء الشخصية (كثير منها ثيوفوري) بأن العامة شعروا بنوع من الارتباط بينهم وبين آلهتهم، ولكن الأدلة الموثوقة على تكريس أنفسهم لخدمة معبوداتهم لا تظهر إلا في المملكة الحديثة، وتمتد حتى أواخر تلك الحقبة. ويختلف الباحثون حول معنى ذلك التغيير، فمنهم من يذهب إلى أن التواصل المباشر مع الآلهة هو مفهوم جديد تمامًا، ومنهم من يرى أنه تطور عن العادات القديمة. وابتداءً من تلك الفترة، صار المصريون يعبرون عن تفانيهم في خدمة الآلهة بطرق شتى في المعابد وحولها، منها تسجيل صلواتهم وحمدهم على العون الذي تلقوه على لوحات تذكارية، وقدموا قرابيناً في صورة تماثيل مصغرة للآلهة موضع العبادة أو للغرض محل الدعوة، فمثلا تقديم مجسم لحتحور وتمثال صغير لامرأة يعني دعوة بالخصوبة. ومن آن لآخر كان الشخص يتخذ من أحد الآلهة راعيًا له، ويخصص له ممتلكاته أو عمله كأوقاف في خدمته. استمرت هذه الممارسات حتى أواخر عصور التاريخ المصري القديم، وشهدت السنوات الأخيرة تزايد الابتكارات الدينية، مثل تحنيط الحيوانات وتقديمها قرابين للآلهة التي صورت في هيئة تلكم الحيوانات، مثل مومياوات القطط المقدمة إلى باستيت إلهة القطط، ولم يتضرع المصريون لبعض المعبودات الرئيسية التي ذكرت في الأساطير وفي النصوص الدينية الرسمية إلا فيما ندر، ولكن كثير من آلهة الدولة العظماء شغلوا مكانًا هامًا في التدين الشعبي.
انتشرت في عهد المملكة الحديثة عبادة بعض الآلهة المصرية في الأراضي المجاورة، وخاصة أراضي كنعان والنوبة عندما كانت تلك الأراضي واقعة تحت حكم الفراعنة، وكثيرًا ما وفق سكانها بين الآلهة المصرية مثل حتحور وآمون وست، وآلهتهم الأصلية، التي ما لبثت أن انتقلت بدورها إلى مصر. وعلى الرغم من عدم وجود معابد دائمة للآلهة المصرية في أراضي كنعان، إلا أن تأثيرها هناك استمر حتى بعد فقدان مصر سيطرتها هنالك. وعلى النقيض من ذلك فقد بنيت في النوبة كثير من المعابد الكبرى للمعبودات المصرية وللفراعنة أنفسهم، ولدى انتهاء الحكم المصري لأراضي النوبة، ظلت الآلهة الوافدة، آمون على وجه التحديد، تشكل جزءًا من الديانة التي اعتنقتها مملكة كوش المستقلة، بل ووصلت بعض المعبودات إلى أبعد من ذلك، فعبدت إيبة في الحضارة المينوسية في جزيرة كريت، وذاع صيت كاهن آمون بواحة سيوة وطلب بعض قاطني الشاطئ الآخر للبحر المتوسط مشورته.

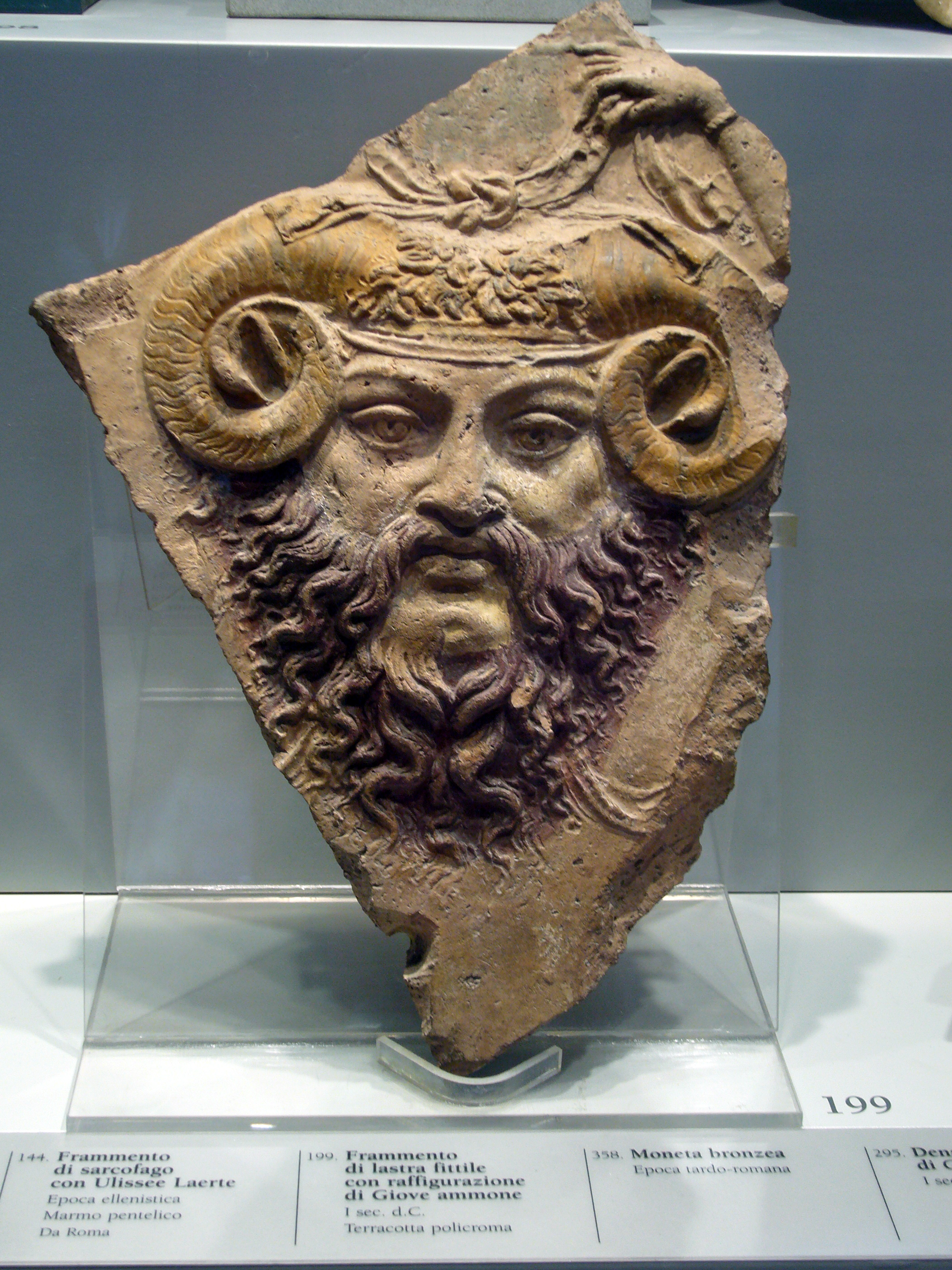
جوبيتر آمون، إله يجمع بين الإله المصري آمون والإله الروماني جوبيتر

جلب الإغريق والرومان أثناء حكم البطالمة وحكم الرومان معبوداتهم إلى مصر، حيث ساوى الوافدون الجدد بينها وبين آلهة المصريين، بطريقة الإغريق في تفسير العالم من وجهة نظر إغريقية بحتة، ولكن الآلهة الوافدة لم تستوعب في ثناياها عبادة الآلهة الأصلية للبلاد.
وعوضًا عن ذلك، عبد المصريون الآلهة الإغريقية والرومانية باعتبارها تجليات للآلهة المصرية، وتبنت الطوائف المصرية في بعض الأحيان لغة اليونان وفلسفتها وأيقوناتها، وحتى النسق المعماري لمعابدها، بينما تبنى الرومان عبادة عدة آلهة مصرية، وخصوصًا إيزيس وأوزيريس وأنوبيس وإحدى صور حورس المسماة بهاربوكراتيس (حربوقراط) والإله المصري-اليوناني سرابيس، ثم اندمجت تلك العبادات في الديانة الرومانية وانتشرت في ربوع الإمبراطورية الرومانية. وراح أباطرة الرومان يقلدون من سبقهم من ملوك البطالمة بالتضرع لإيزيس وأوزيريس لتوطيد سلطتهم داخل مصر وخارجها. ونتيجة للمزيج المعقد من الديانات التي انتشرت على أراضي الإمبراطورية، أما إيزيس التي انتشرت عبادتها من بريطانيا إلى ميزوبوتاميا (بلاد الرافدين)، فقد أصبحت محور عبادة إحدى الطوائف اليونانية الغامضة، وتحول الإله تحوت إلى المعلم الأسطوري هرمس الهرامسة اللذان اشتهرا في التعاليم الباطنية الغربية التي يرجع أصلها إلى الديانة الرومانية.
أخذ حال المعابد والطوائف الدينية يتدهور في مصر نفسها بتدهور الاقتصاد الروماني في القرن الثالث بعد الميلاد. وبدءًا من القرن الرابع، جعل المسيحيون يمنعون تقديس المعبودات المصرية. ثم اندثرت آخر الطوائف الدينية الرسمية في فيلة في القرن الخامس أو السادس الميلادي، ثم ما لبثت معظم العقائد التي تدور حول الآلهة أن اختفت في غضون بضعة قرون، مع بقاءها في نصوص السحر حتى القرنين السابع والثامن الميلادي، وإن اكتسبت كثير من طقوس عبادتها، مثل المواكب والكهنة، صبغة مسيحية واستمرت بوصفها جزءًا من عقائد الكنيسة القبطية. وإذا ما نظرنا إلى التغيرات الهائلة والمؤثرات المتنوعة التي تركت طابعها على الثقافة المصرية منذ ذلك الحين، فإن الباحثين يختلفون حول صحة الفرضية القائلة أن الممارسات القبطية الحالية قد انحدرت أساسًا من الديانة المصرية القديمة، ولكن على أية حال فإن من الثابت أن كثير من الاحتفالات والأعياد والتقاليد التي يحتفل بها المصريون في الحاضر، مسلمين كانوا أو مسيحيين، تشبه عبادات أسلافهم في تلك العصور الغابرة.